# Festival d'Angoulême 2020
Le 47e festival international de la bande dessinée d'Angoulême s'est tenu du 30 janvier au 2 février 2020.
Vainqueur du grand prix en 2019, l'autrice japonaise Rumiko Takahashi a dessiné l'une des trois affiches de cette édition mais n'était pas présente.

## Affiches
Dans l'optique des 50 ans et pour la deuxième année, trois affiches ont été créées pour cette édition par trois dessinateurs de trois nationalités. Ayant en commun le thème suivant : « un autoportrait de l'artiste en enfant, découvrant la ou les bandes dessinées fondatrices de sa passion voire de sa vocation », elles sont signées par l'américain Charles Burns — lisant la traduction anglaise de L'Étoile mystérieuse d'Hergé —, la française Catherine Meurisse — avec La Grande Traversée de Goscinny et Uderzo — et la japonaise Rumiko Takahashi avec un livre en noir et blanc, surplombé de personnages colorés.

## Palmarès

### Grand prix de la ville d'Angoulême
À la suite du premier tour de libre désignation, l'ensemble des autrices et auteurs votant en ligne ont majoritairement désigné les trois noms suivants en lice pour le grand prix :
- Emmanuel Guibert
- Catherine Meurisse
- Chris Ware

Le nom du lauréat est annoncé le mercredi 29 janvier, pour l'ouverture du festival. C'est Emmanuel Guibert, finaliste pour la troisième fois, qui remporte le grand prix 2020. Félicité par Francis Groux, l'un des fondateurs du festival, l'auteur interprète deux extraits de chansons, Si tu viens danser dans mon village et Discomusic, pour célébrer son prix.

Emmanuel Guibert reçoit le Grand prix.
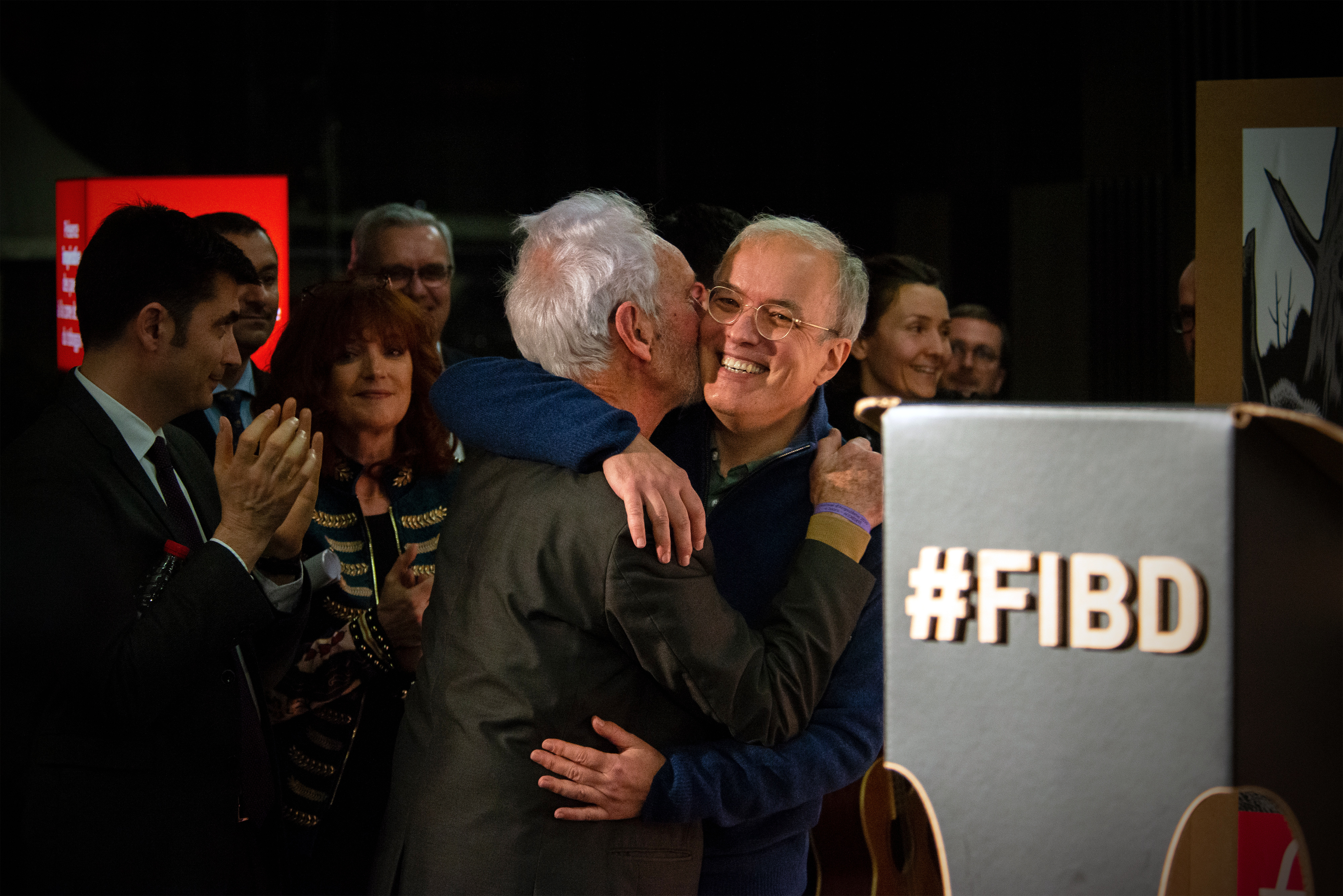
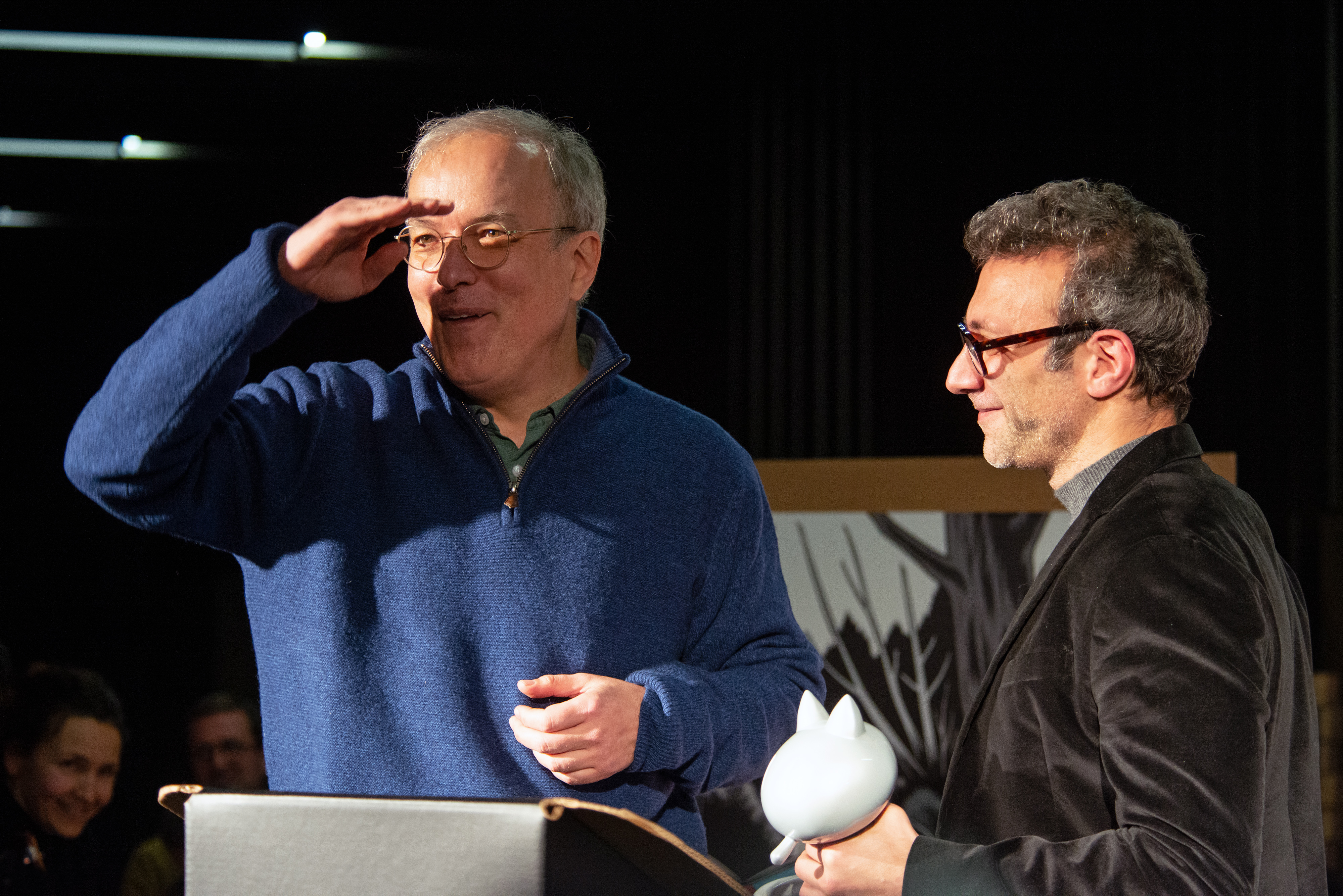
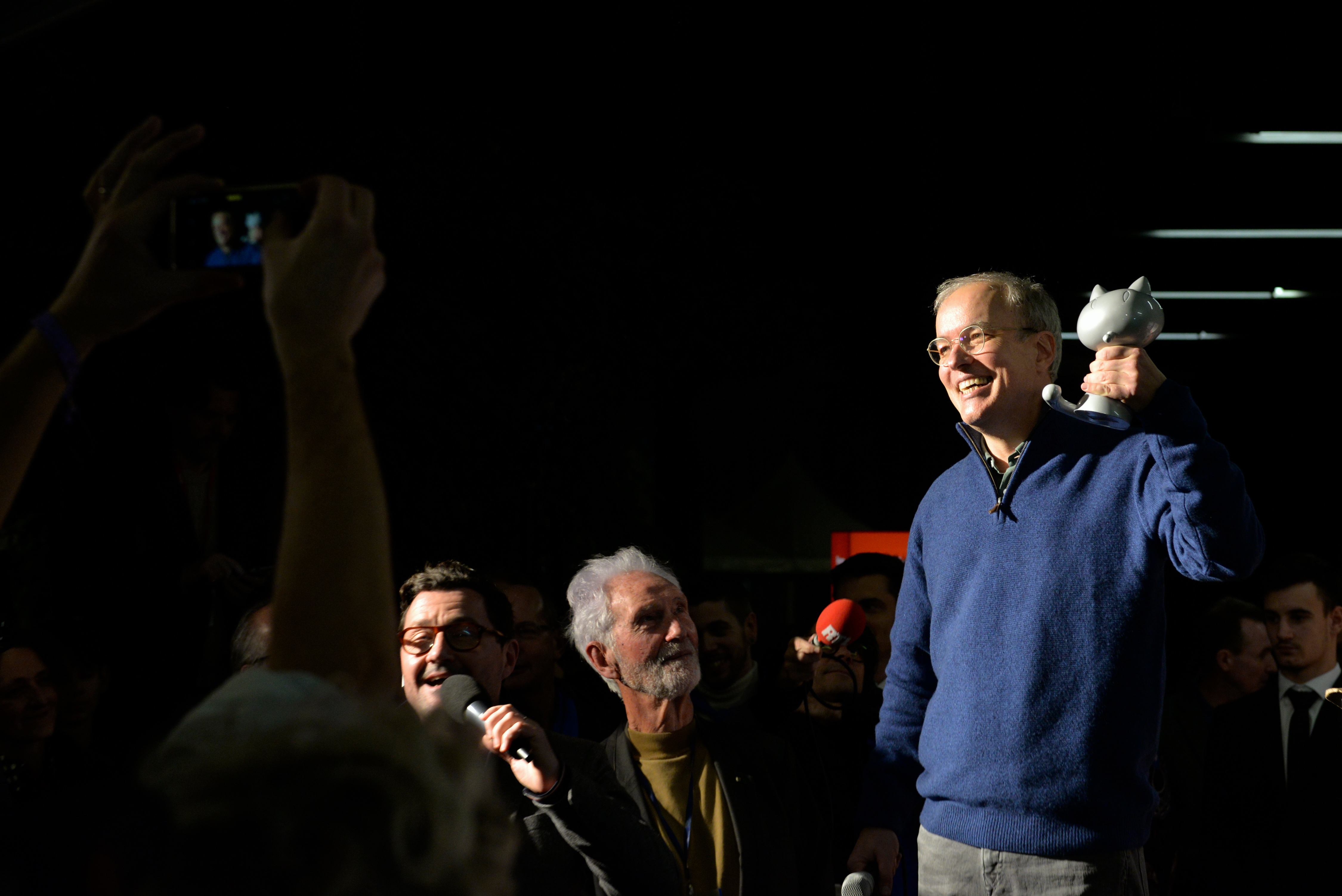
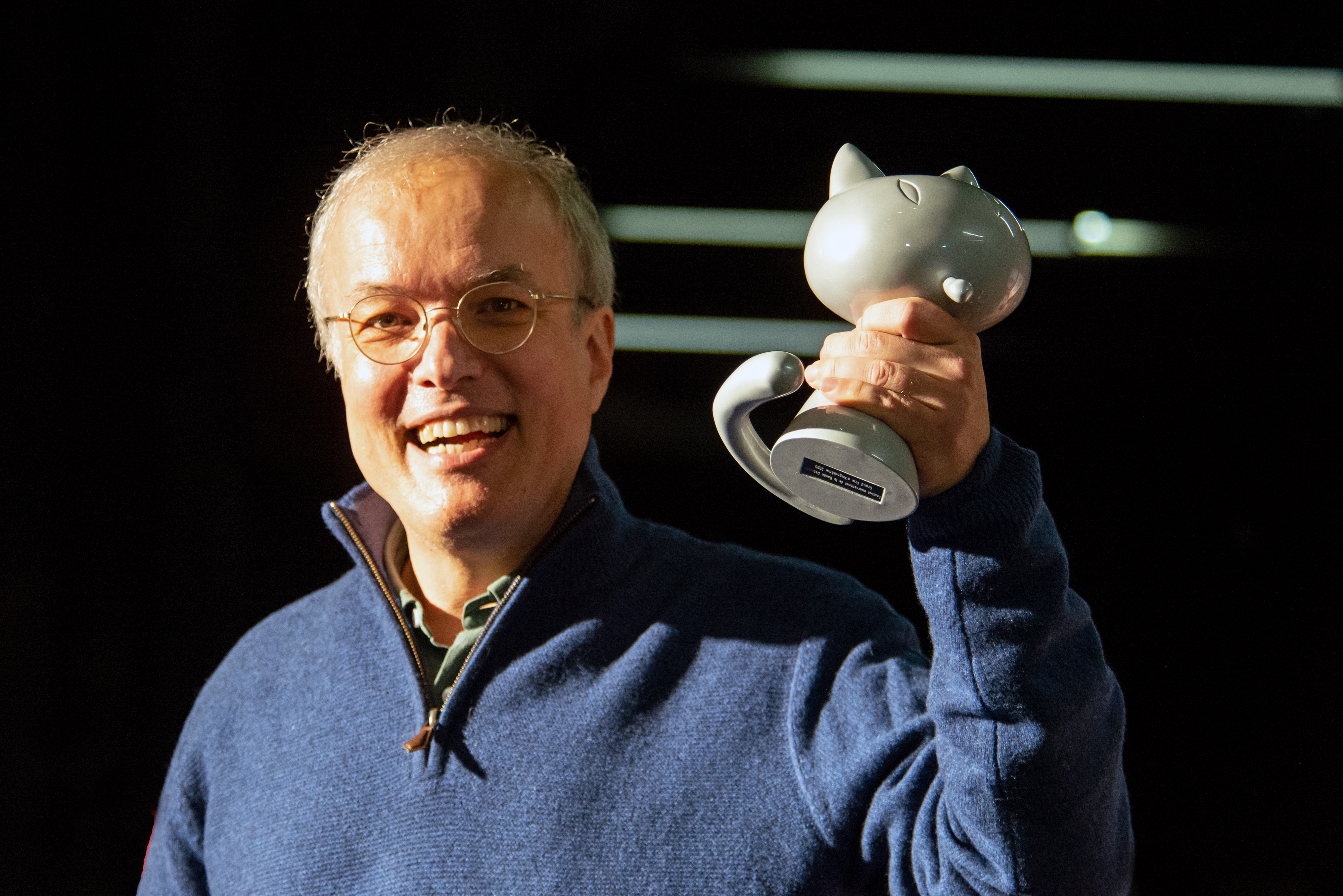
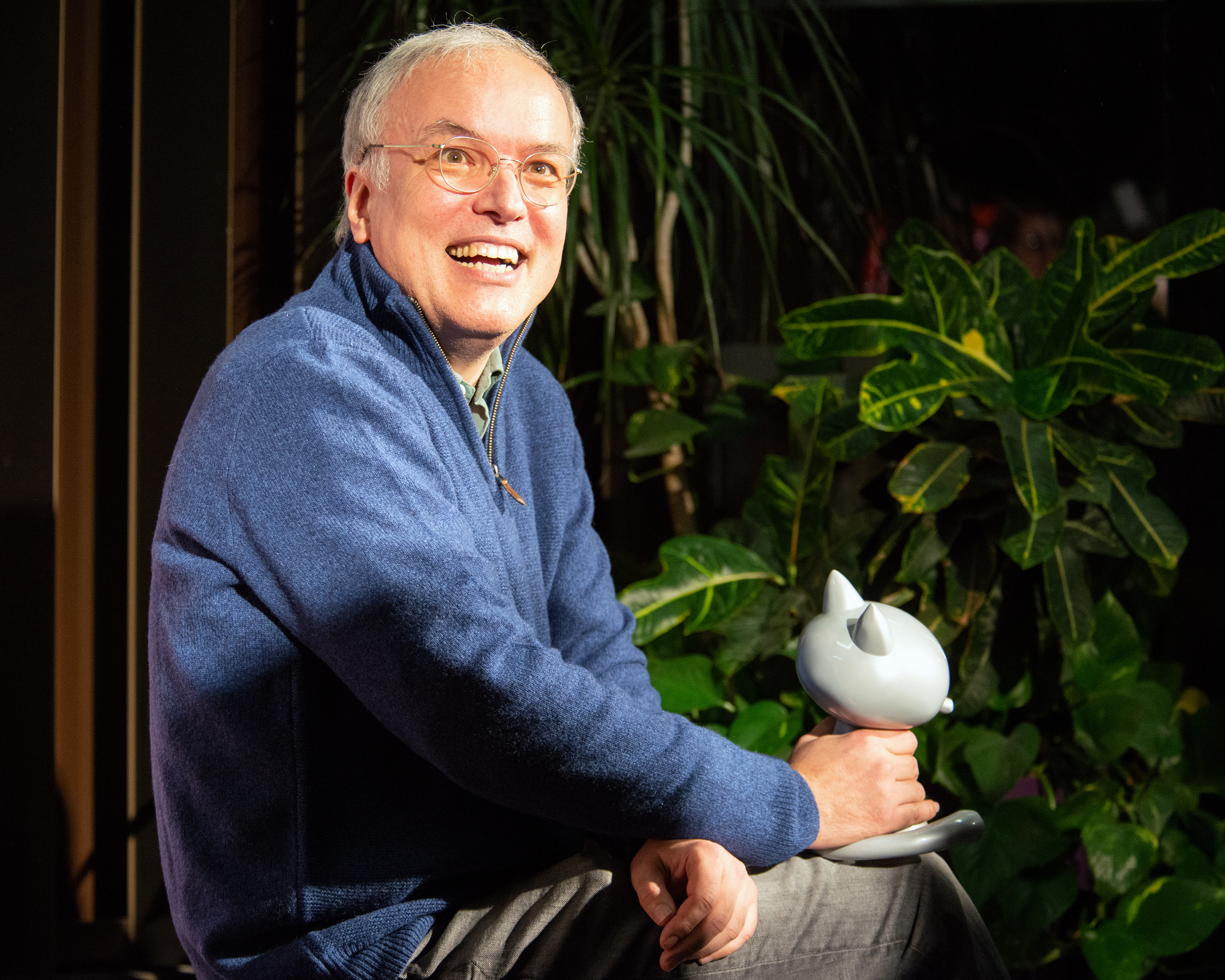

### Fauve d'honneur

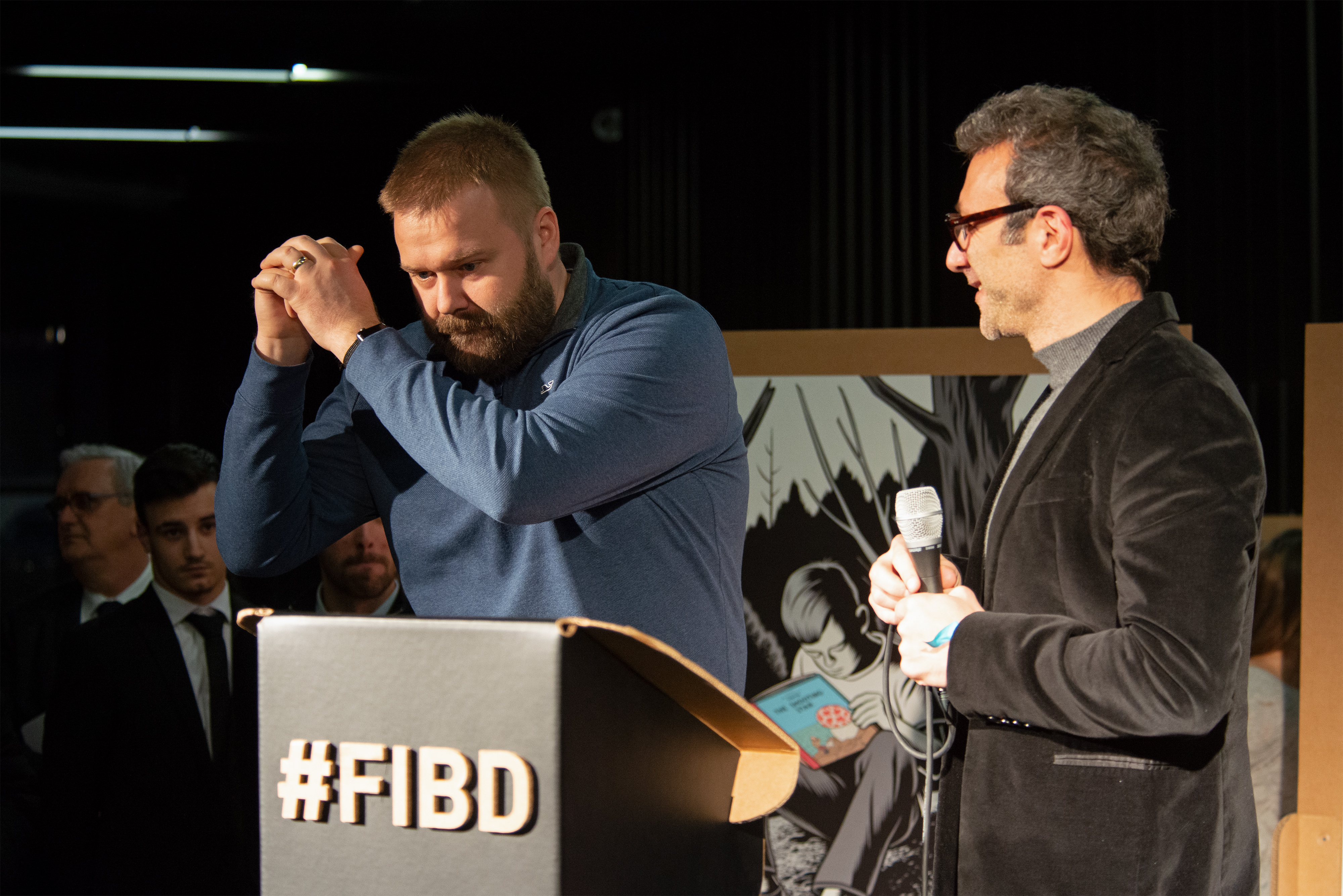
Robert Kirkman reçoit le Fauve d'honneur remis par Stéphane Beaujean.

En préambule de la cérémonie d'ouverture du festival, un fauve d'honneur est remis au scénariste américain Robert Kirkman dont le travail fait l'objet de l'exposition Walking Dead et autres mondes pop.

### Prix René-Goscinny
- Le prix Goscinny, attribué à Gwen de Bonneval et Fabien Vehlmann pour Le Dernier Atlas, leur a été remis lors de la cérémonie des Fauves. Profitant de cette tribune, les deux scénaristes ont souligné dans leurs discours la précarité grandissante du milieu pendant que les rejoignaient sur scène la centaine d'auteurs présents dans la salle qui ont caché leur visage d'une feuille blanche devant le message écrit sur les écrans du décor « Sans auteur, sans autrice, pas de BD »[5].

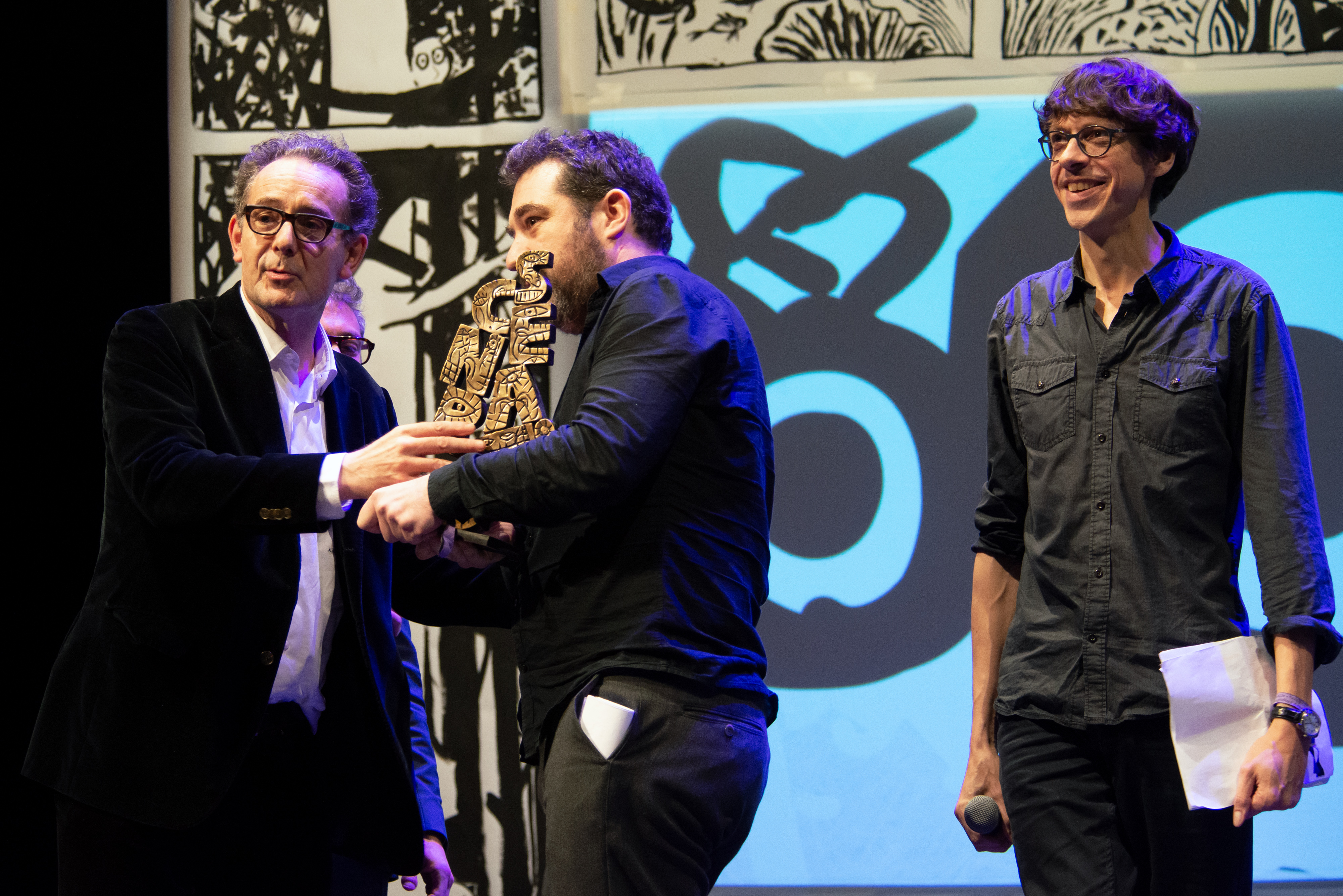
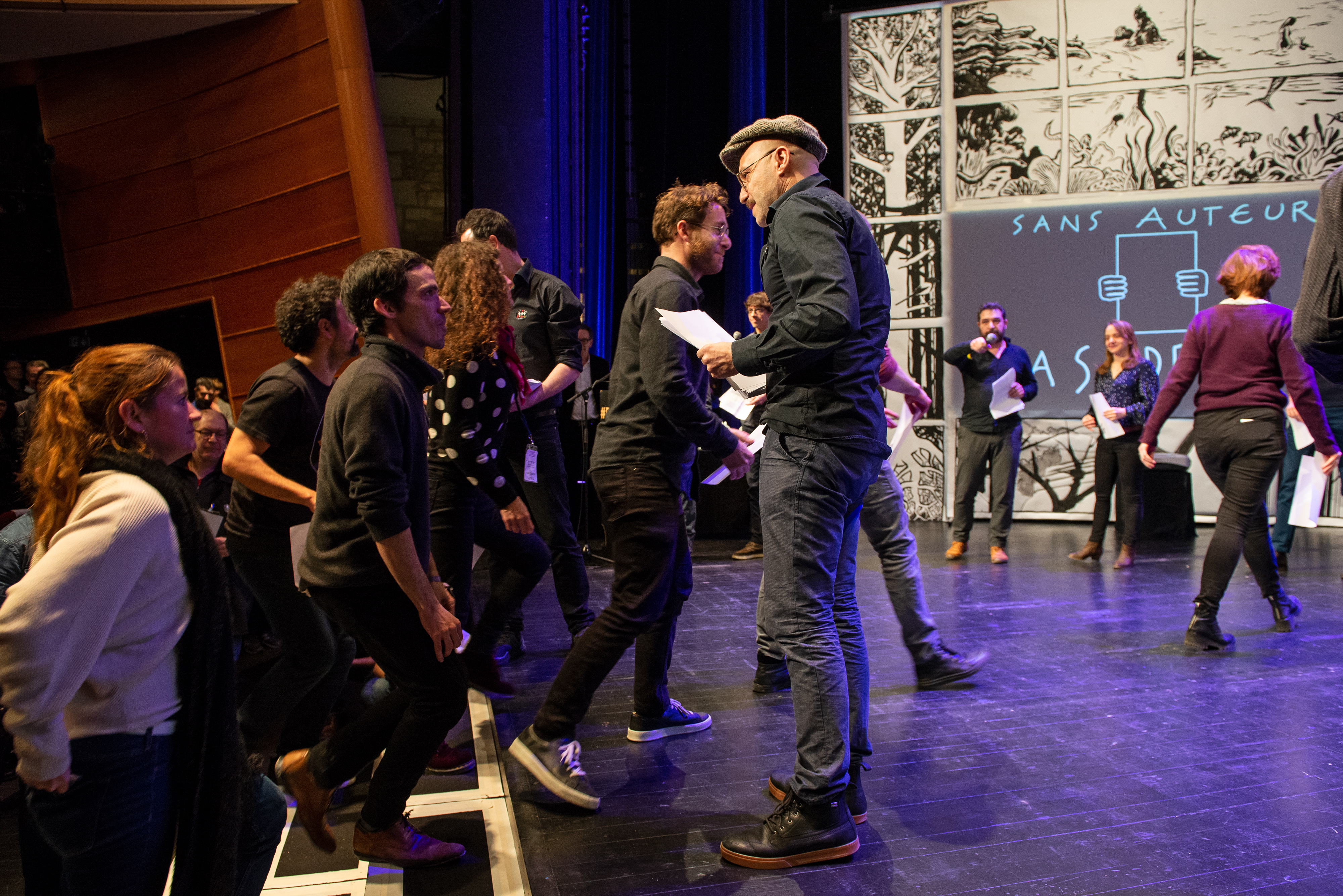
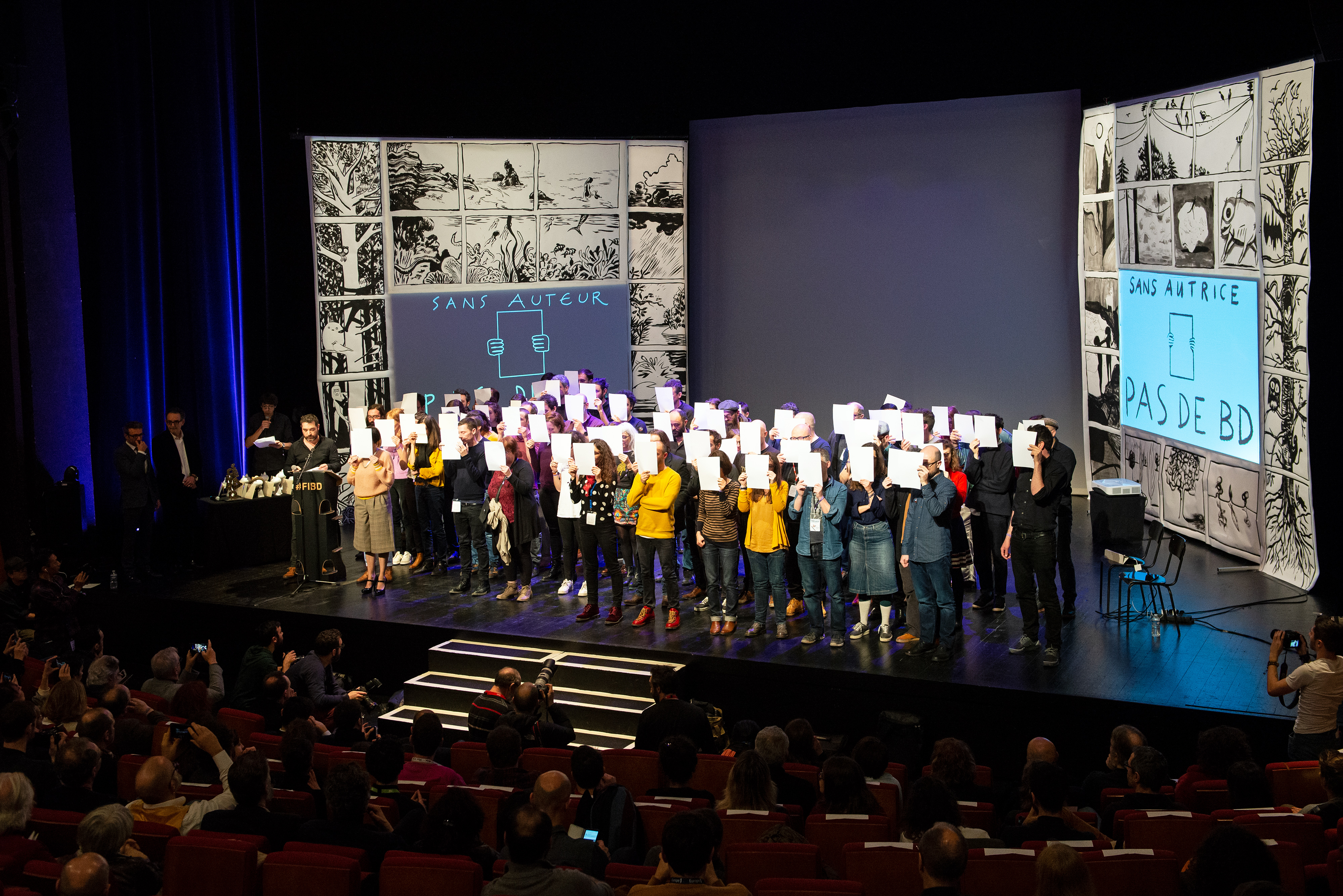
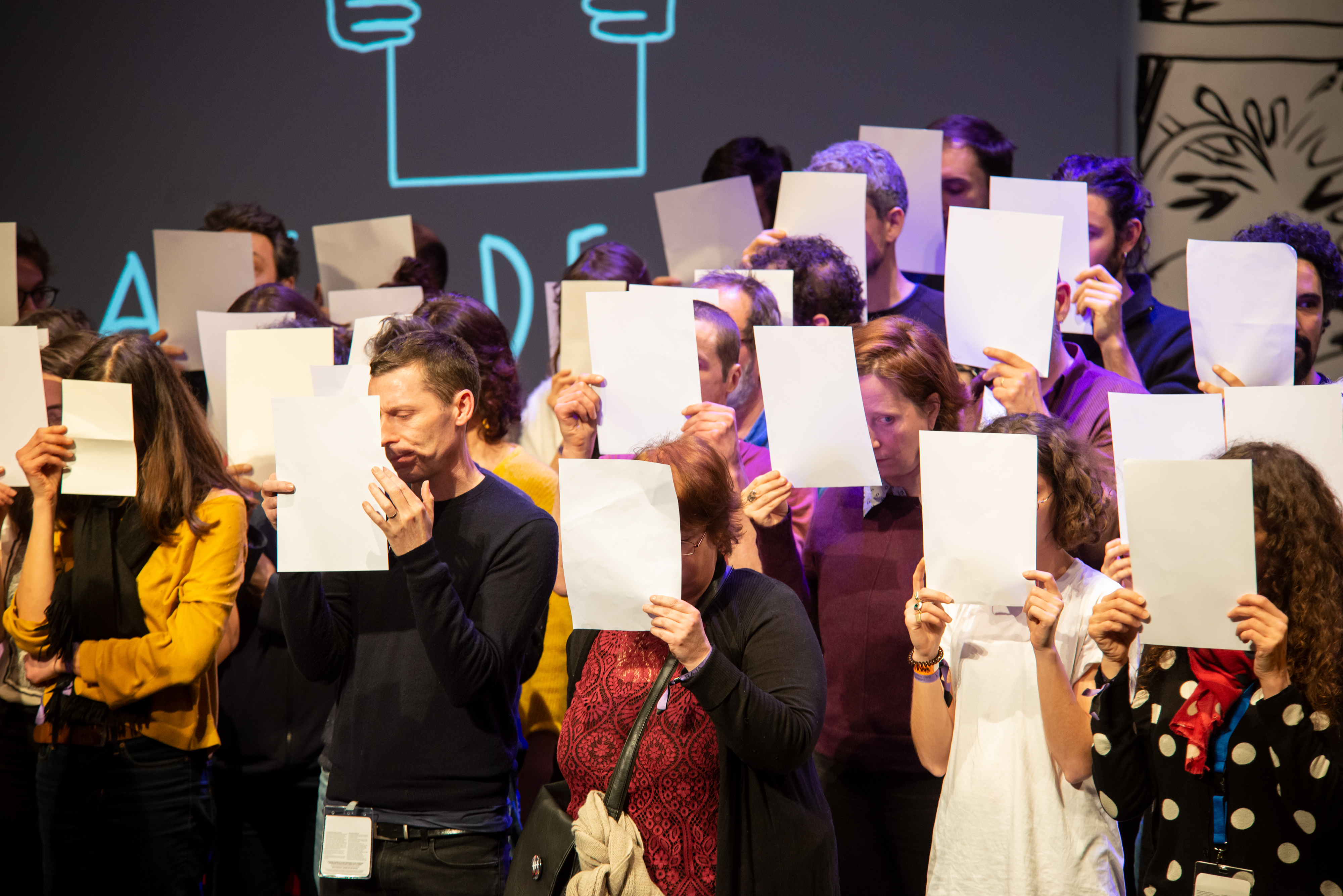
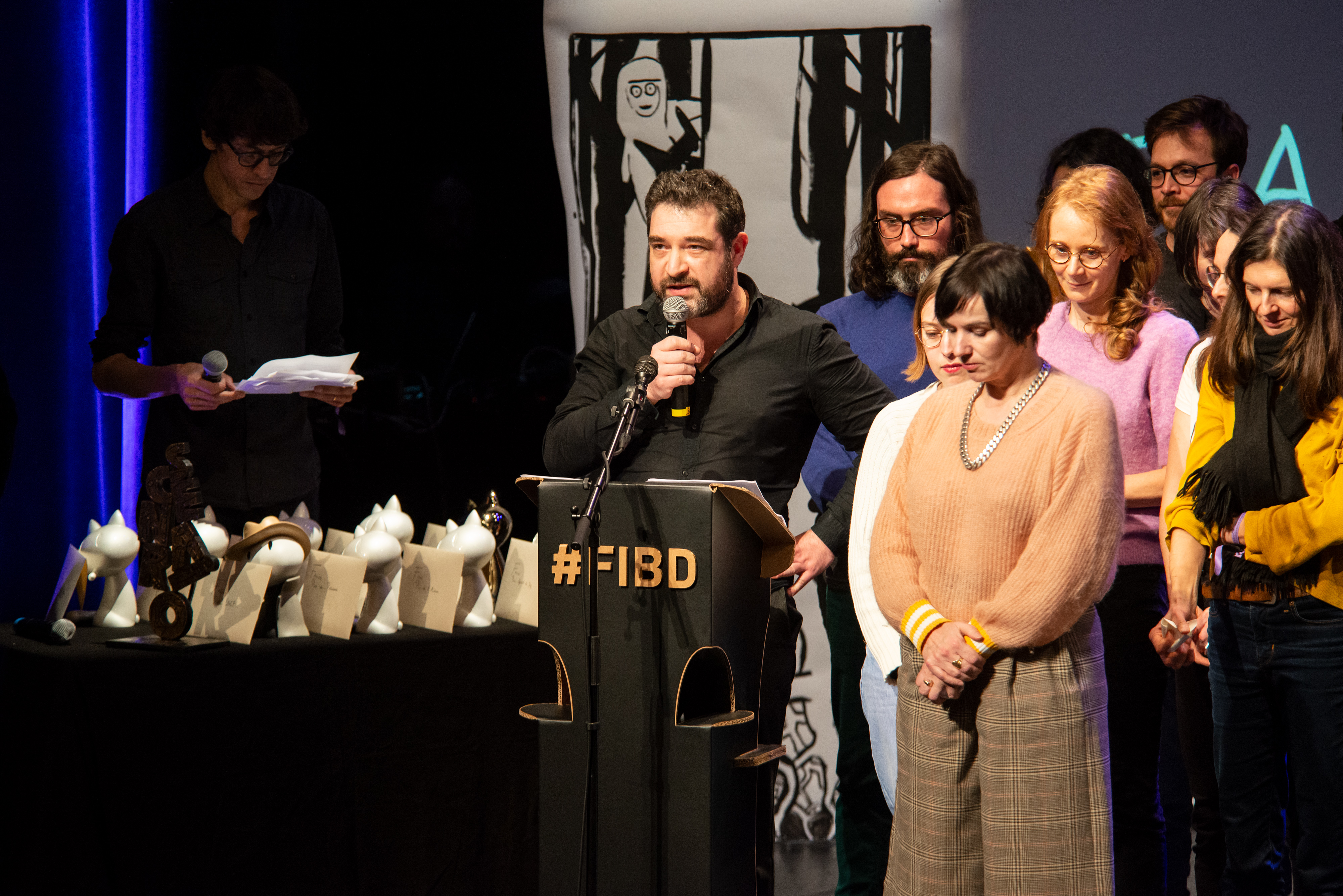

### Prix officiels

#### Grand jury
Présidé par l'autrice Marion Montaigne, le jury qui avait la charge de choisir les Fauves parmi la sélection officielle comprenait également l'auteur Simon Roussin, le chanteur Dominique A, l'actrice et réalisatrice Noémie Lvovsky, le libraire Olivier Maltret, et les journalistes Ali Baddou et Aurélia Vertaldi.

#### Palmarès officiel (Fauves d'Angoulême)
- Fauve d'or : Révolution, tome 1 : Liberté, Florent Grouazel et Younn Locard (Actes Sud / L'An 2)[6]
- Prix spécial du jury : Clyde Fans, Seth (Delcourt)[6]
- Prix du public France Télévisions : Saison des roses, Chloé Wary (éditions FLBLB)[6]
- Prix de la série : Dans l'Abîme du temps, Gō Tanabe d'après H.P. Lovecraft (Ki-oon)[6]
- Prix révélation : Lucarne, Joe Kessler (L'Association)[6]
- Prix du patrimoine : La Main Verte et autres récits, Nicole Claveloux et Édith Zha (Cornélius)[6]
- Fauve Polar SNCF : No Direction, Emmanuel Moynot (éditions Sarbacane)[6]
- Prix de la bande dessinée alternative : Komikaze #18 (Croatie)[6]
- Prix de l'audace : Acte de Dieu, Giacomo Nanni (Ici même)[6]
- Fauves d'honneur : Nicole Claveloux, Yoshiharu Tsuge
- Prix Konishi : Aurélien Estager pour la traduction de Stop !! Hibari-kun ! d'Hisashi Eguchi (Le Lézard noir)[7]

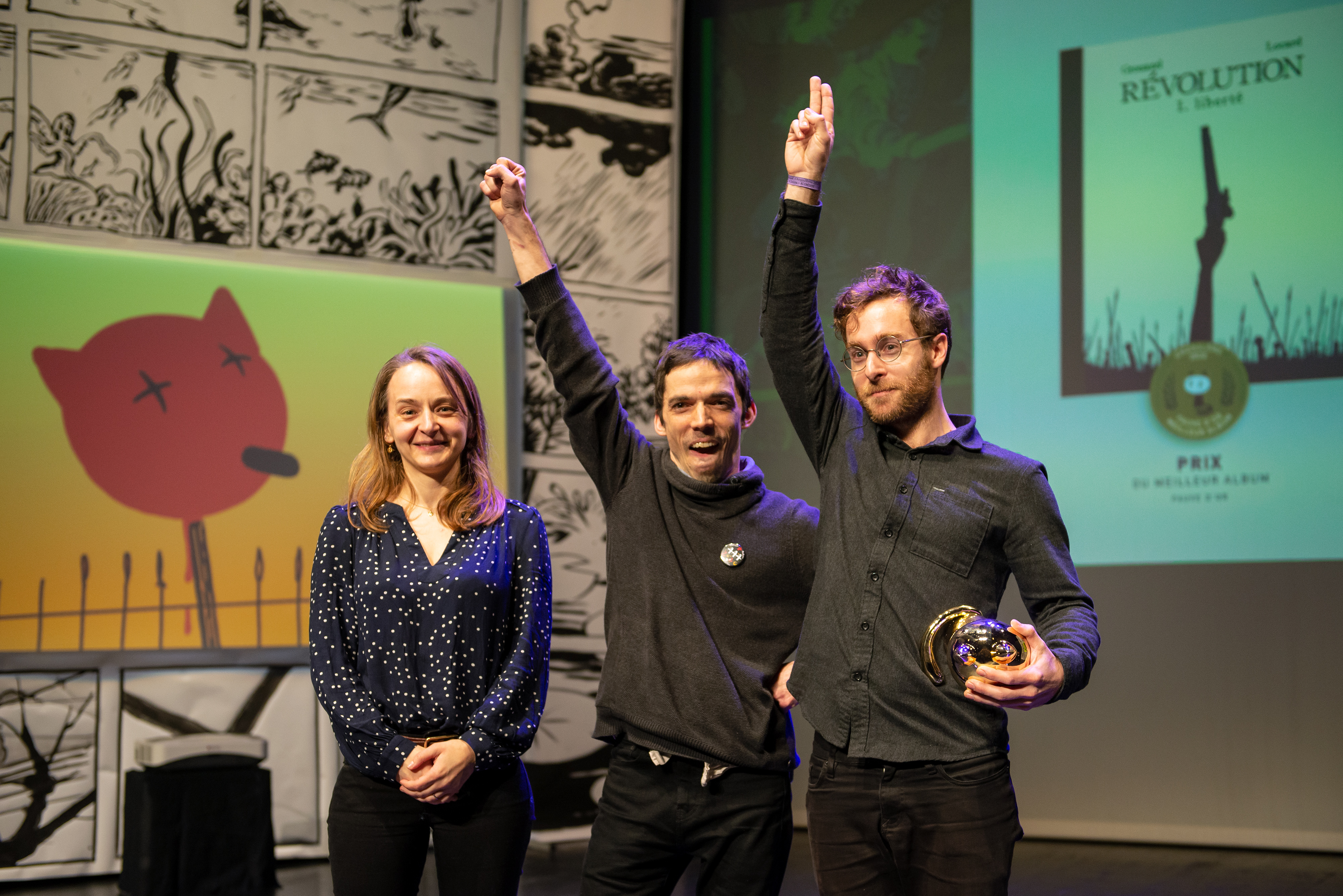
Marion Montaigne avec Younn Locard et Florent Grouazel
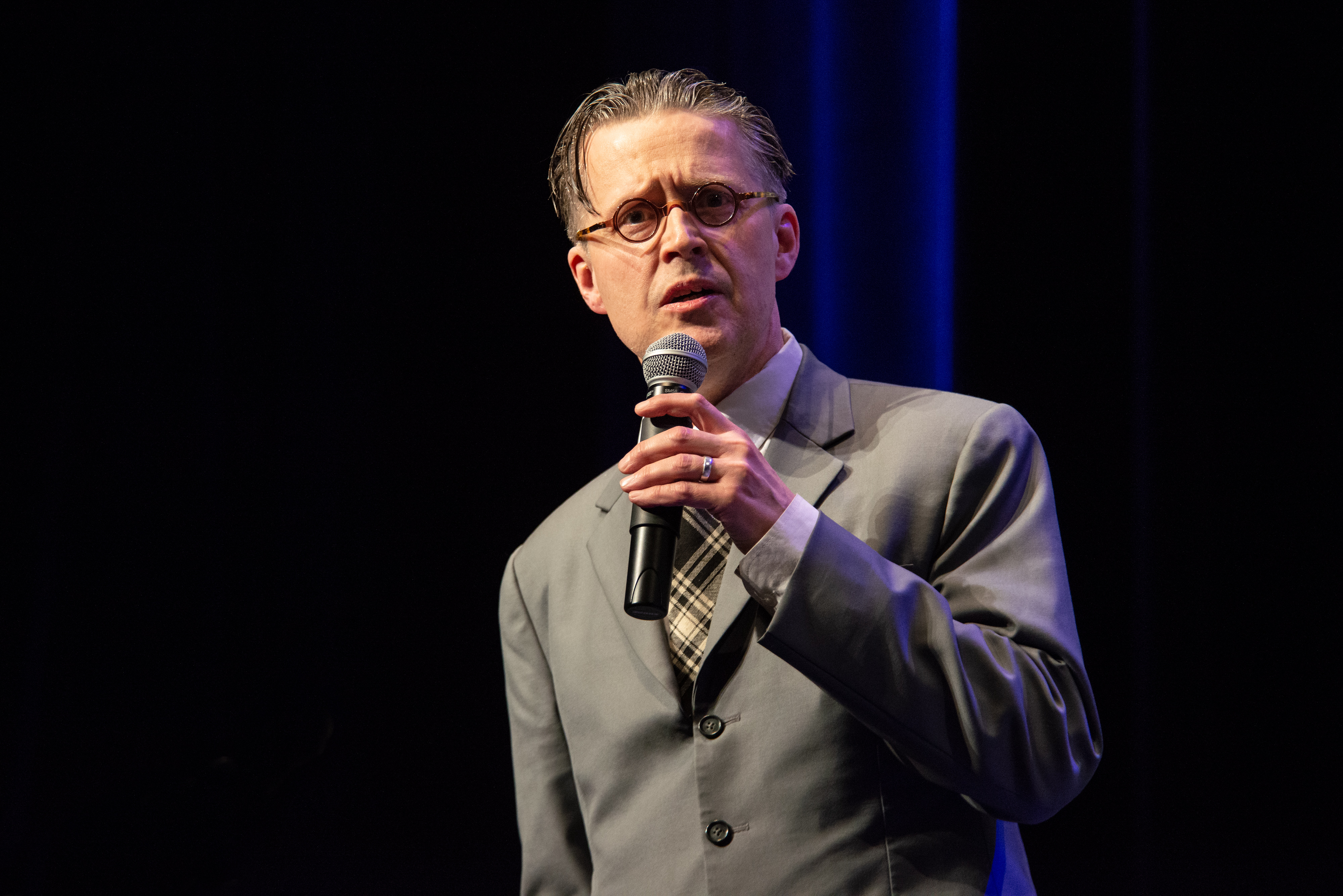
Seth
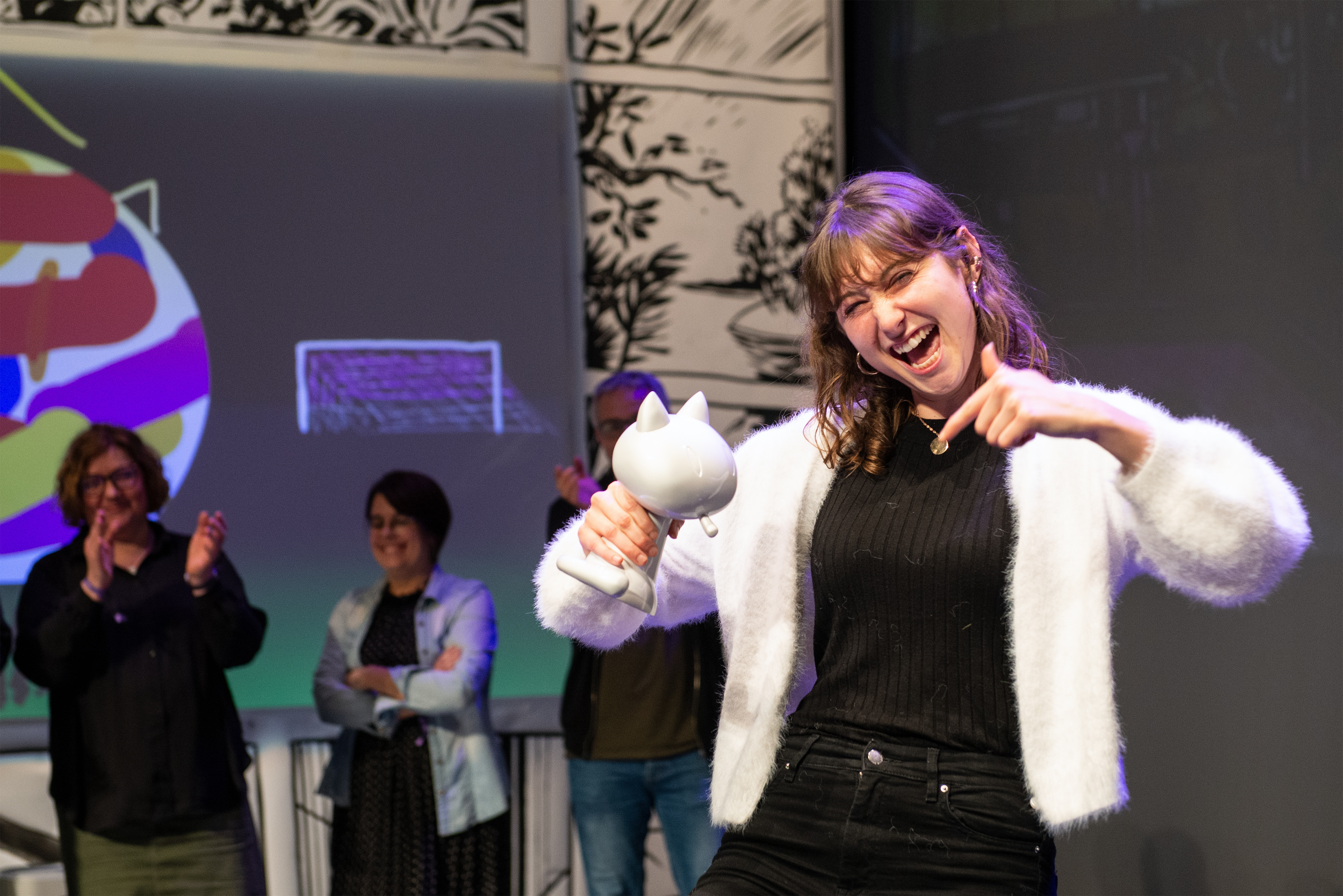
Chloé Wary
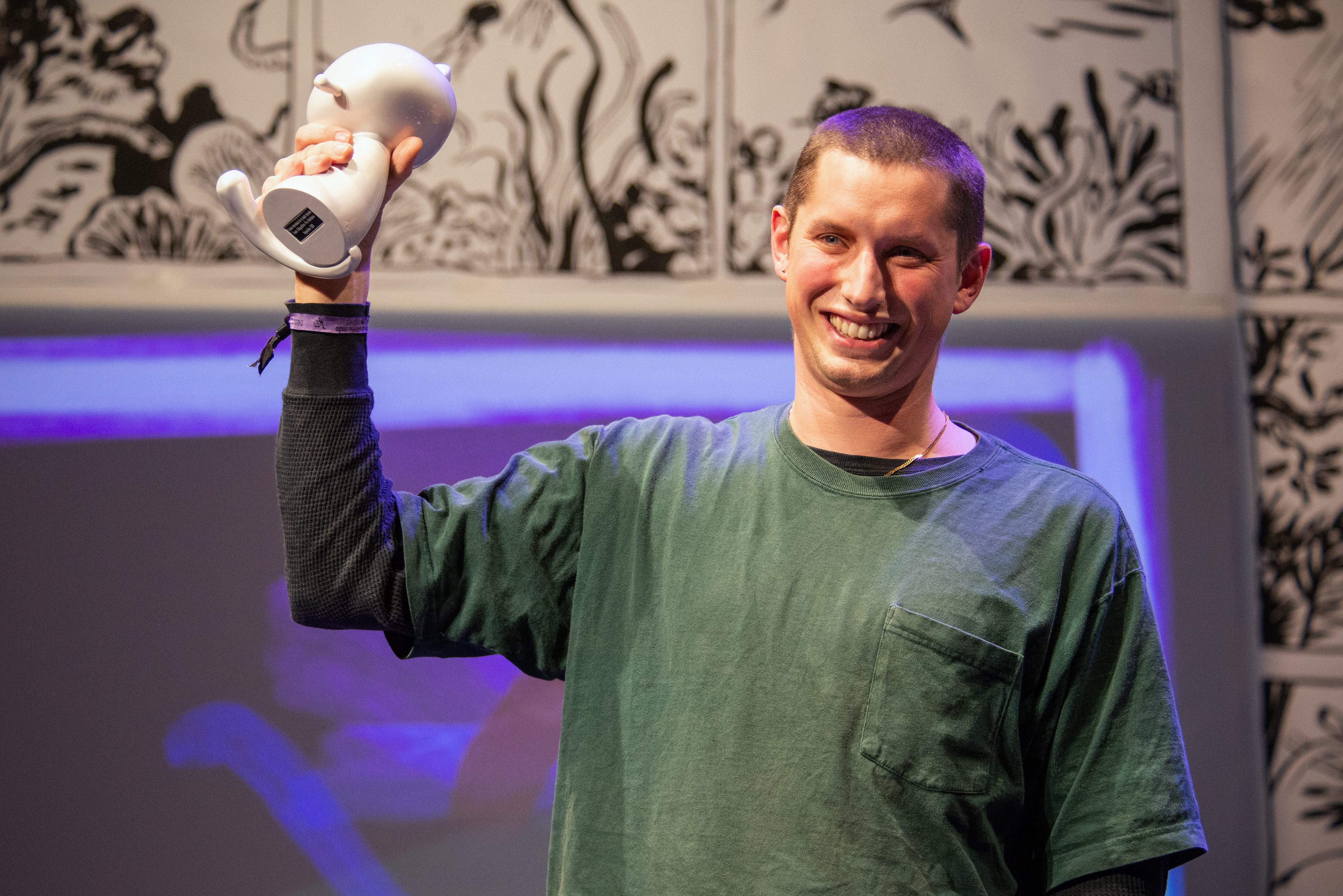
Joe Kessler
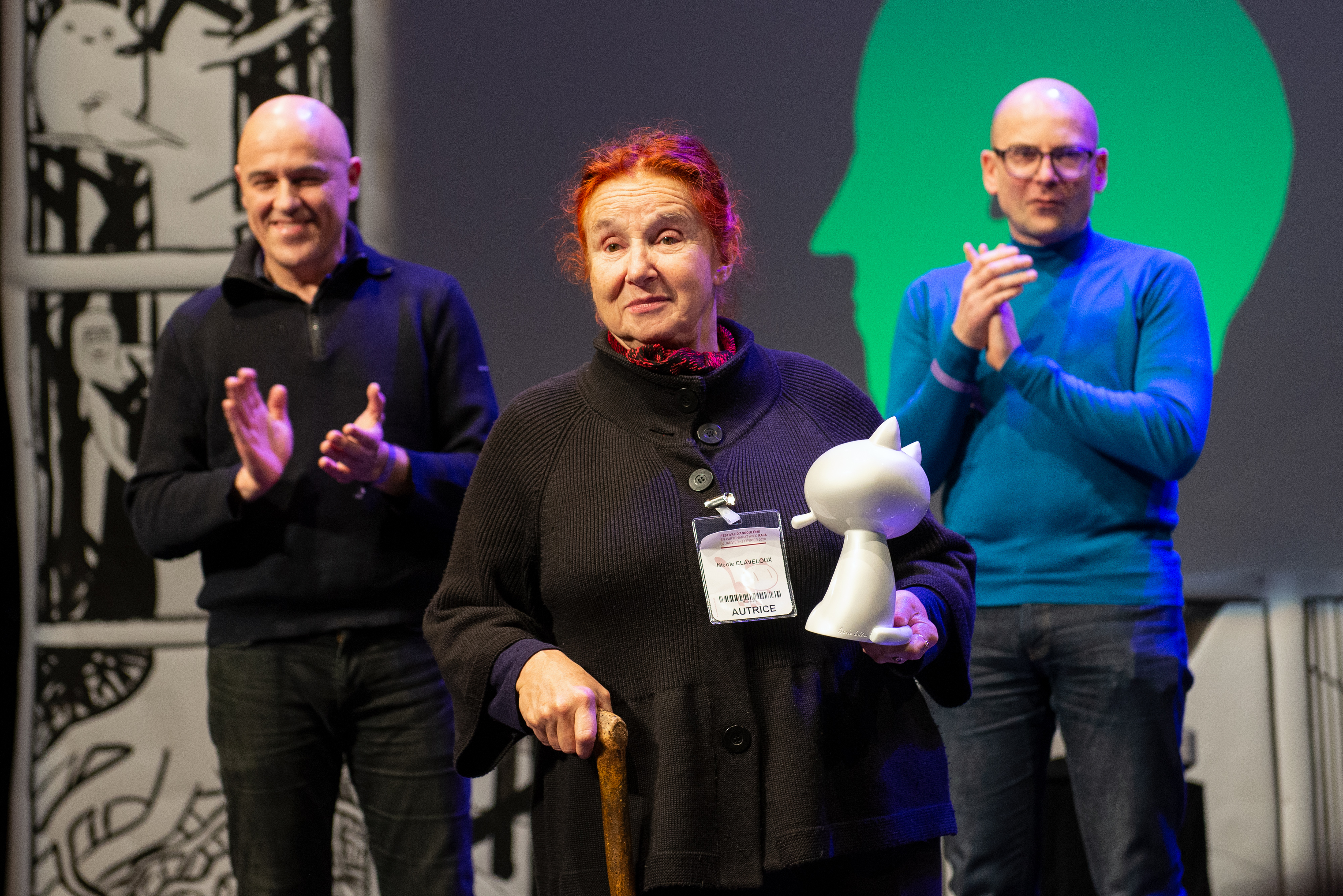
Nicole Claveloux
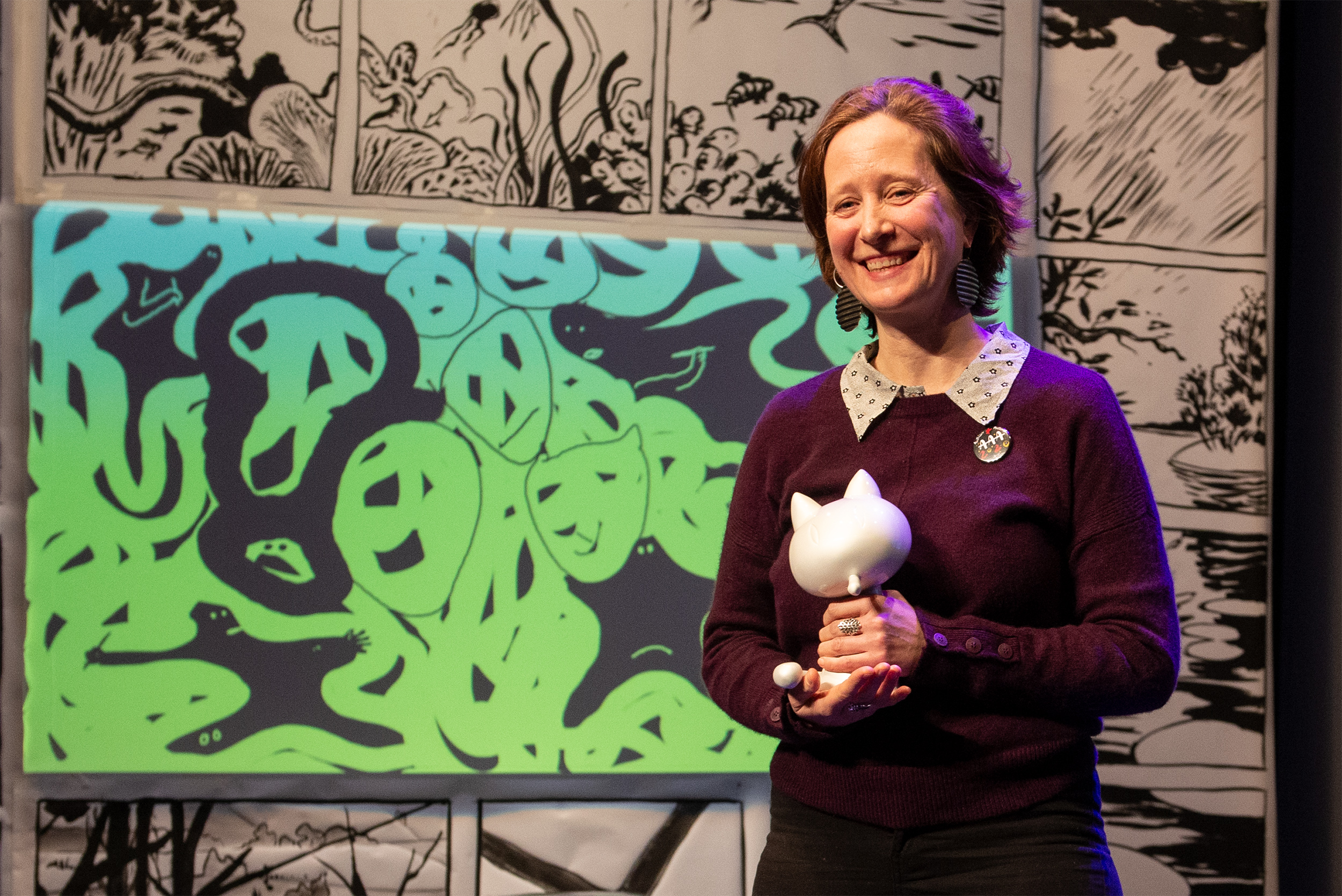
Komikaze #18
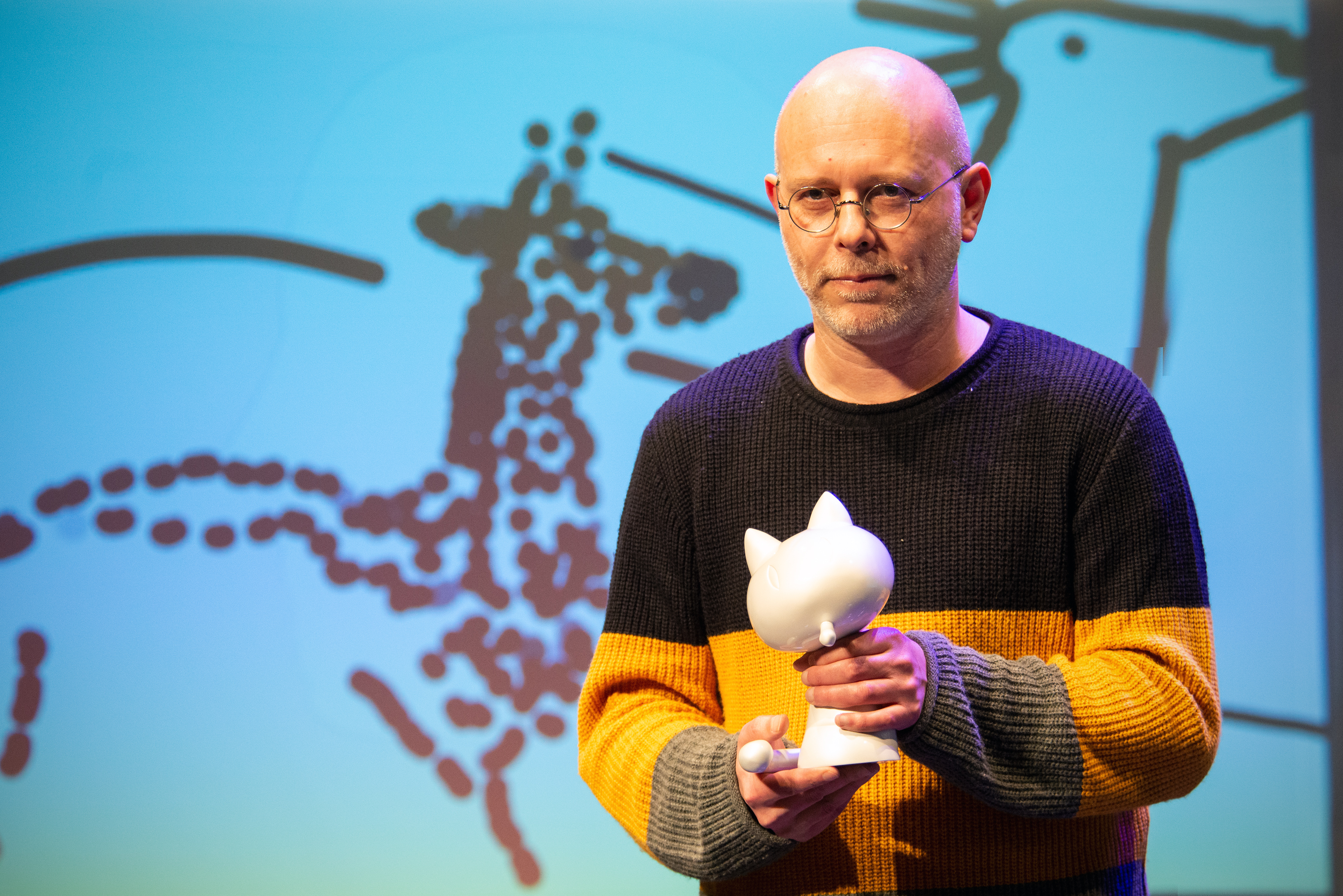
Giacomo Nanni
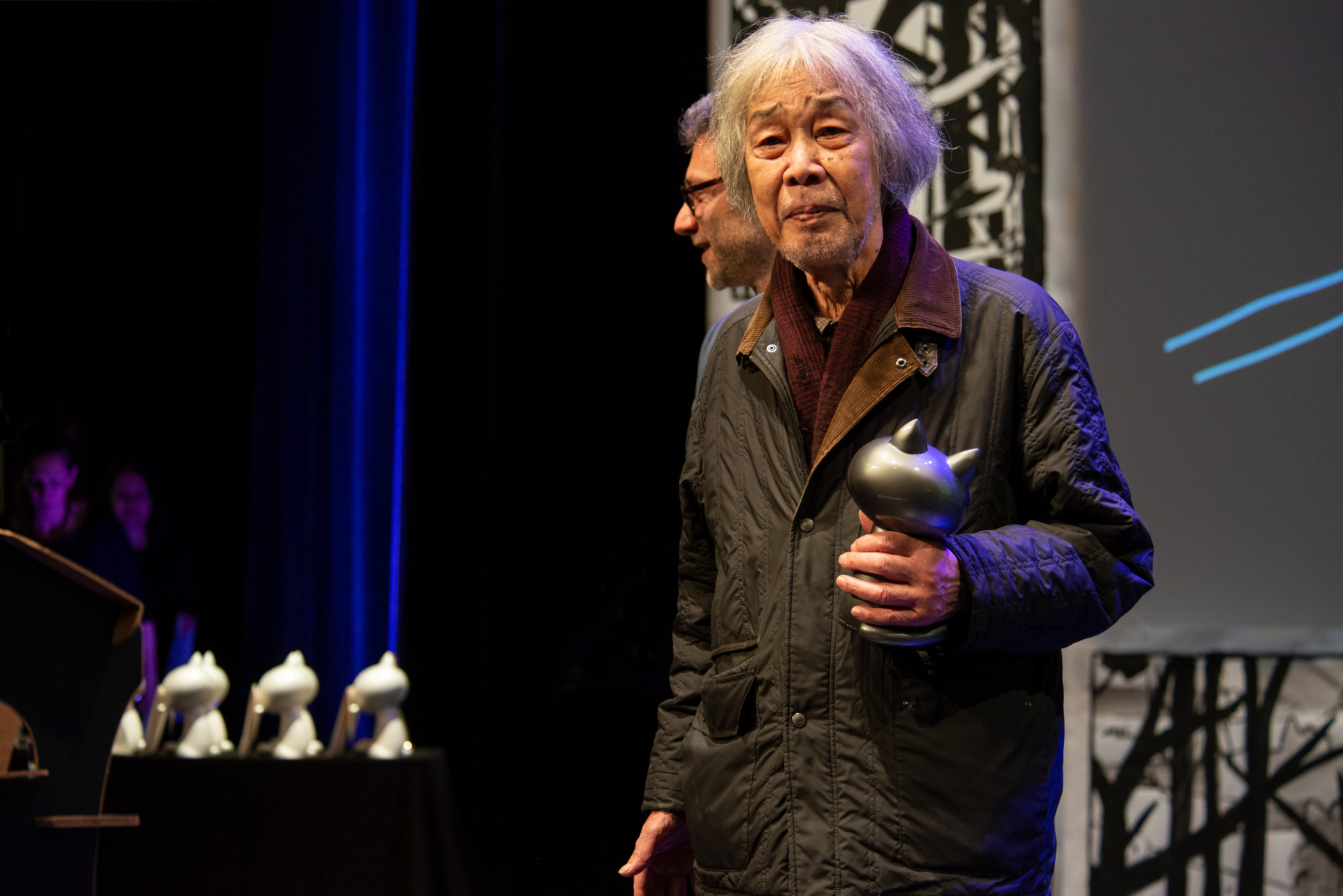
Yoshiharu Tsuge

#### Grand jury Jeunesse
Le Prix jeunesse, auparavant décerné par un jury d'enfants, est présidé par l'autrice Dorothée de Monfreid qui créé pour le festival 2020 le jury jeunesse constitué de professionnels choisissant les Fauves Jeunesse et Jeune Adulte parmi les sélections dédiées. Il comprenait également Benjamin Renner (auteur), Claude Barras (réalisateur), Marie Desplechin (autrice), Pierre Siracusa (directeur d'animation – France Télévisions) et Sonia Petit (libraire – Ici Librairie), Raphaële Botte (journaliste, Mon Quotidien).
Palmarès jeunesse (Fauves Jeunesse)
- Prix Jeunesse : Les Vermeilles, Camille Jourdy (Actes Sud BD)
- Prix Jeune adulte : Le Tigre des neiges tome 4, Akiko Higashimura (Le Lézard Noir)

#### Compétition officielle

##### Sélection officielle
La sélection officielle compte 43 albums :
- Acte de Dieu, Giacomo Nanni, Ici Même
- Algues vertes - L'histoire interdite, Inès Léraud et Pierre Van Hove, La Revue dessinée/Delcourt
- L'Amour dominical, Dominique Goblet et Dominique Théate, Frémok
- Berlin - Ville lumière - Livre troisième, Jason Lutes, Delcourt
- Le Bateau de Thésée, tome 4, Toshiya Higashimoto, Vega
- Blueberry - Amertume Apache, Joann Sfar et Christophe Blain, Dargaud
- Le Château des animaux, tome 1, Félix Delep et Xavier Dorison, Casterman
- Les Contes de la Pieuvre, tome 2 : Un destin de trouveur, Gess, Casterman
- Clyde fans, Seth, Delcourt
- Dans l'abîme du temps - Les Chefs-d'œuvre de Lovecraft, Gō Tanabe, Ki-oon
- Dédales, Charles Burns, Cornélius
- Demain, demain - Gennevilliers, cité de transit 1973, Laurent Maffre, Actes Sud BD
- Descender, tome 6 : La Fin d'un monde ancien, Jeff Lemire et Dustin Nguyen, Urban comics
- Dora, tome 4, Minaverry, L'Agrume
- Le Dernier Atlas, tome 1, Fabien Vehlmann, Gwen de Bonneval, Hervé Tanquerelle et Frédéric Blanchard, Dupuis
- Dracula, Georges Bess (d'après Bram Stoker), Glénat
- Écolila, François Olislaeger, Actes Sud BD
- Les Entrailles de New-York, Julia Wertz, L'Agrume
- L'Été dernier, Paolo Cattaneo, Misma
- Guerre, Marion Jdanoff, Super Loto éditions
- Les Herbes folles, Lewis Trondheim, L'Association
- Il était 2 fois Arthur, Nine Antico et Grégoire Carlé, Dupuis
- Les Indes fourbes, Alain Ayroles et Juanjo Guarnido, Delcourt
- In Waves, AJ Dungo, Casterman
- Je suis au pays avec ma mère, Isabelle Pralong et Irène de Santa Ana, Atrabile
- Le Loup, Jean-Marc Rochette, Casterman
- Lucarne, Joe Kessler, L'Association
- Luminary, Luc Brunschwig et Stéphane Perger, Glénat
- Un matin avec Mlle Latarte, Caroline Sury, Le Monte-en-l'air
- Michel fils des hommes farouches, Pierre Maurel, L'Employé du moi
- Des milliards de miroirs, Robin Cousin, FLBLB
- Nagasaki, Agnès Hostache, Le Lézard noir
- L'Oisiveraie, David Prudhomme, L'Association
- Papa Maman Fiston, Lucas Méthé, Actes Sud BD
- Préférence Système, Ugo Bienvenu, Denoël Graphic
- Révolution, tome 1 : Liberté, Florent Grouazel et Younn Locard, Actes Sud/L'An 2
- Le Roi des bourdons, David de Thuin, Glénat
- Saison des roses, Chloé Wary, FLBLB
- La Tournée, Andi Watson, Çà et là
- Thor - La Mort de la puissante Thor, Russell Dauterman et Jason Aaron, Panini Comics
- La Traversée, Clément Paurd, 2024
- Tulipe et les sorciers, Sophie Guerrive, 2024
- X-Men Grand Design, Ed Piskor, Panini Comics

##### Sélection Patrimoine
- Tomaz Lavric, Alerte rouge (Çà et là)
- Milt Gross, Deux Manches et la Belle (La Table ronde)
- Yoshiharu Tsuge, Les Fleurs Rouges : Œuvres 1967-1968 (Cornélius)
- Nicole Claveloux, La Main verte et Autres Récits (Cornélius)
- Richard Corben et Jan Strnad, Monde mutant (Delirium)
- David Lapham, Stray Bullets, t. 1 (Delcourt)
- Frank King, Walt & Skeezix 1921-1934 (Éditions 2024)

##### Sélection Jeunes Adultes
- Paru Itagaki, Beastars, t. 6 (Ki-oon)
- Tillie Walden, Dans un rayon de soleil (Gallimard bande dessinée)
- Cyrille Pomès (d'après Xavier-Laurent Petit) et Isabelle Merlet, Le Fils de l'Ursari (Rue de Sèvres)
- Lina Itagaki et Jurga Vilé, Haïkus de Sibérie (Sarbacane)
- Merwan, Mécanique céleste (Dargaud)
- Peggy Adam, Les Salles Gosses (Atrabile)
- Émile Bravo, Spirou : L'Espoir malgré tout, t. 2 (Dupuis)
- Akiko Higashimura, Le Tigre des neiges, t. 4 (Le Lézard noir)

##### Sélection Jeunesse
- Yoon-sun Park, Le club des chats casse la baraque ! (Misma)
- Thomas Baas, Lettres d'amour de 0 à 10 (Rue de Sèvres)
- Mirion Malle, La Ligue des super-féministes (La ville brûle)
- Charlotte Pollet, Pipistru (Biscoto)
- Tébo, Raowl, t. 1 : La Belle et l'Affreux (Dupuis)
- Camille Jourdy, Les Vermeilles (Actes Sud BD)[1]
- Kohei Horikoshi, My Hero Academia, t. 20 : La fête de Yuei commence ! (Ki-oon)
- Tony Valente, Radiant, t. 12 (Ankama)

##### Sélection Polar SNCF
- Posy Simmonds, Cassandra Darke (Denoël Graphic)
- Benoît Dahan et Cyril Liéron (d'après Arthur Conan Doyle), Dans la tête de Sherlock Holmes (Ankama)
- Jean Harambat, Le Detection Club (Dargaud)
- Matt Kindt et Tyle Jenkins, GrassKings, t. 1 (Futuropolis)
- Emmanuel Moynot, No Direction (Sarbacane)
- John Harris Dunning et Michael Kennedy, Tumulte (Presque lune)

#### Prix découvertes
- Prix des écoles d'Angoulême : Isabelle Arsenault, La Quête d´Albert[1]
- Prix des collèges : Obie Koul - Tome 1 - Un week-end sur deux chez mon père de Makyo et Alessia Buffolo[1]
- Prix des lycées : Philippe Collin et Sébastien Goethals pour Le Voyage de Marcel Grob (Futuropolis)[1]
- Prix jeune talent : Adèle Maury[1]
- Prix Jeune talent région : Clémence Sauvage[1]
- Prix drawmecomics : Simon Boileau et Florent Pierre[1]

#### Concours de la BD scolaire
- Prix d'Angoulême : Alex Adamiak[1]
- Prix Espoir : Gaspard Mérigalet[1]
- Prix Scénario : Sapho Ferrone[1]
- Prix Graphisme : Adrien Nunez Béchet[1]

## Autres prix
- Le prix Tournesol, qui récompense un album considéré comme le plus sensible aux problématiques écologiques ou le plus porteur de valeurs comme la justice sociale, la défense des minorités et la citoyenneté, a été attribué à Tom Tirabosco pour Femme sauvage.

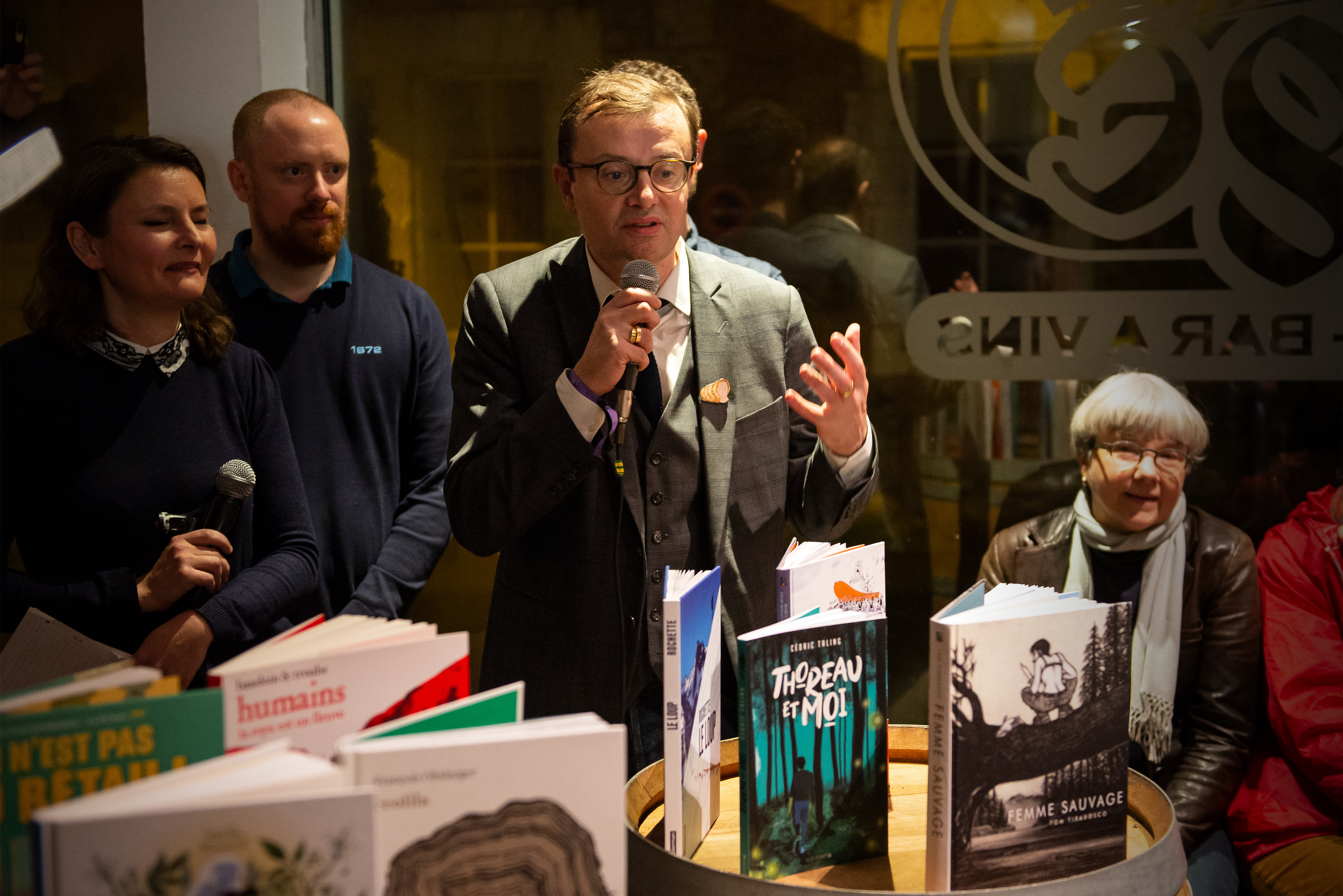
Sébastien Gnaedig de Futuropolis, éditeur de Femme sauvage de Tom Tirabosco récompensé par le prix Tournesol.

- Troisième édition du Prix Konishi pour la traduction de manga japonais en français : le prix récompense Aurélien Estager pour sa traduction de Stop !! Hibari-kun ! d’Hisashi Eguchi, éditions Le Lézard noir.

- Le Prix du jury œcuménique de la bande dessinée récompense l'album La Boîte de petits pois de GiedRé (scénario) et Holly R (dessin), publié par les éditions Delcourt pour sa « dénonciation sévère du système soviétique » qui est aussi une « vraie et belle leçon d'optimisme[10] ».

- Dans le cadre du Off of Off, deux prix sont décernés : 
  - Le prix « Couilles au cul » récompense le dessinateur algérien Nime[11].
  - Le prix Schlingo couronne Fabien Toulmé et Caloucalou pour Cher dictateur[12].

Prix du Off of Off
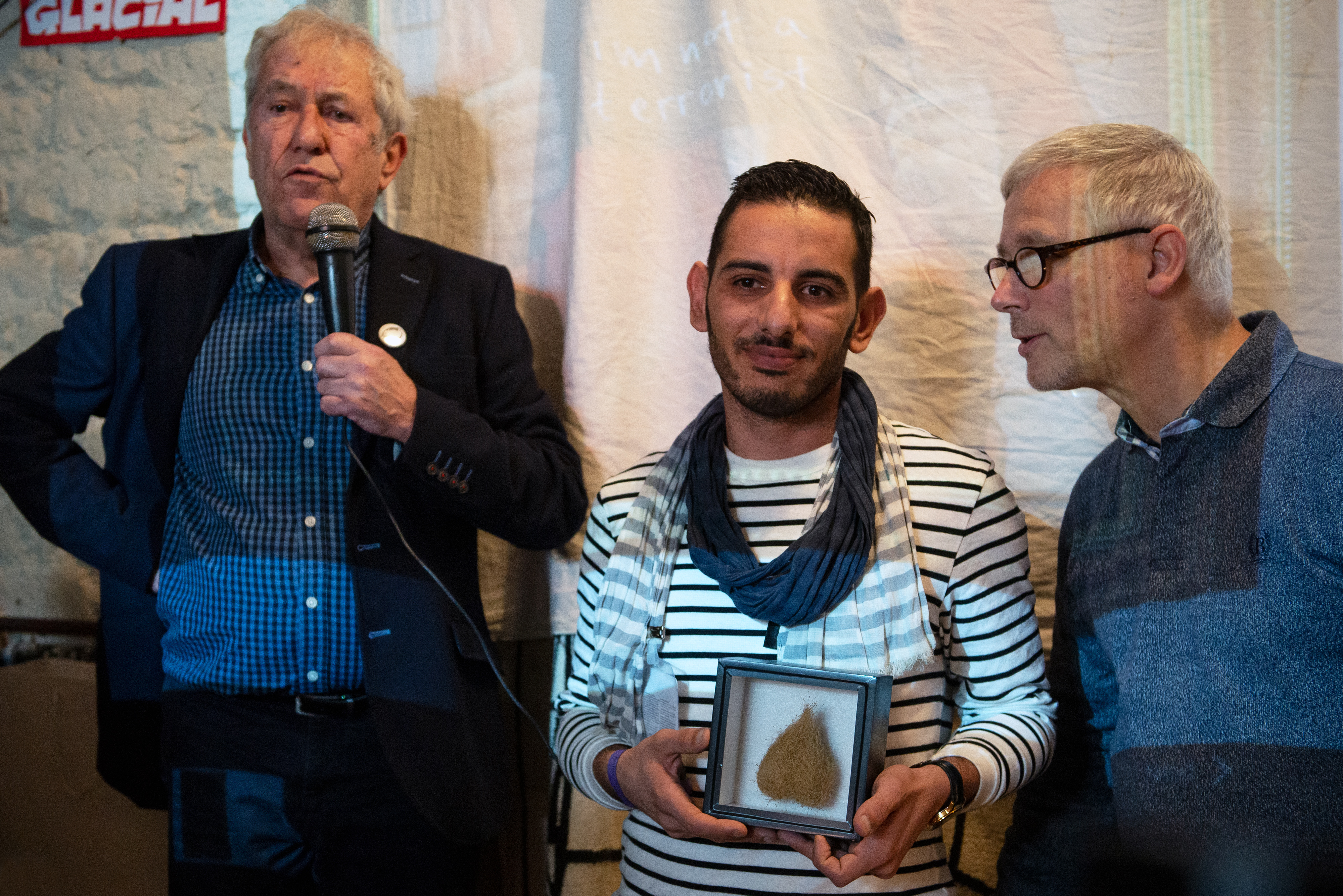
Remise du prix « Couilles au cul »
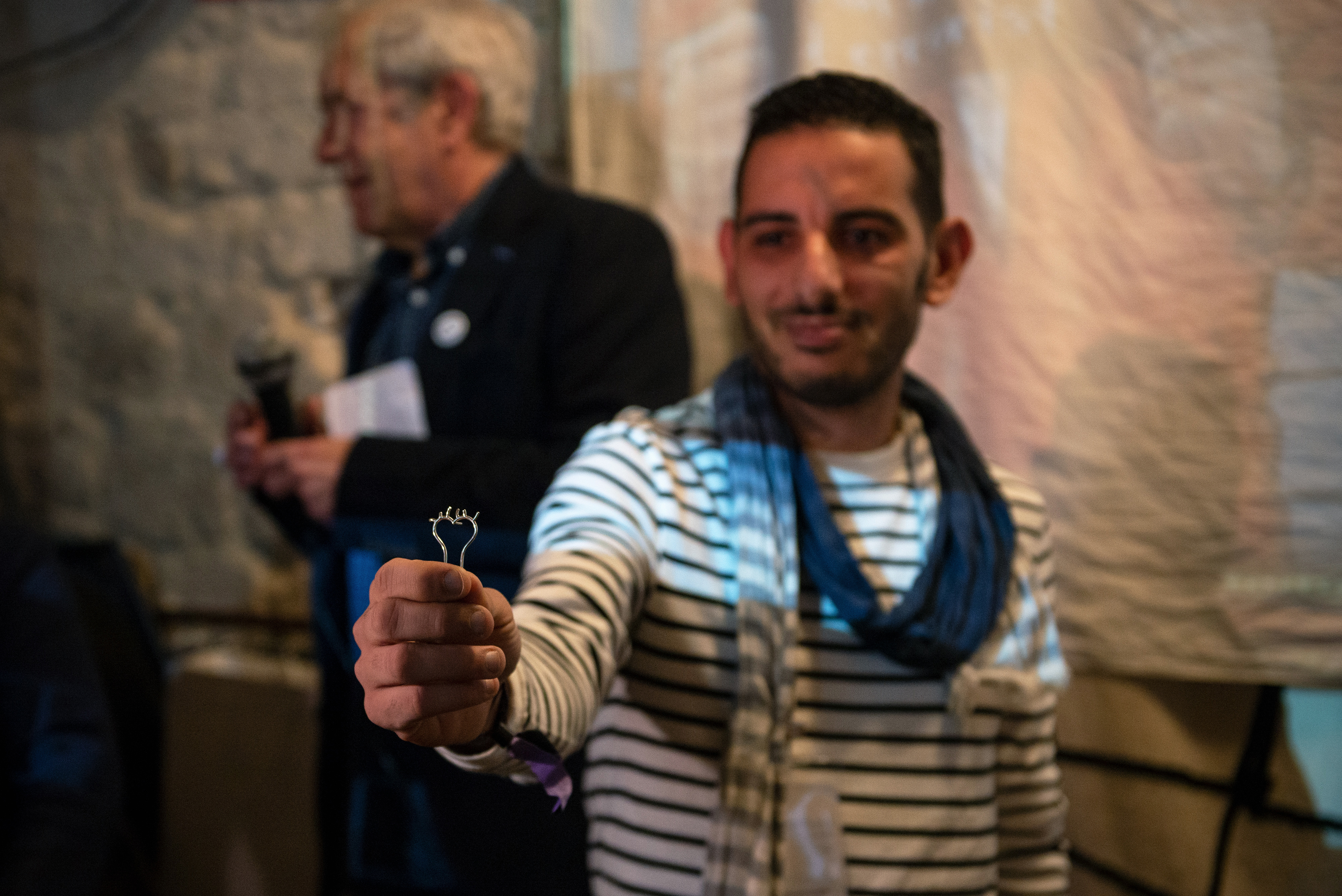
Nime, prix « Couilles au cul »
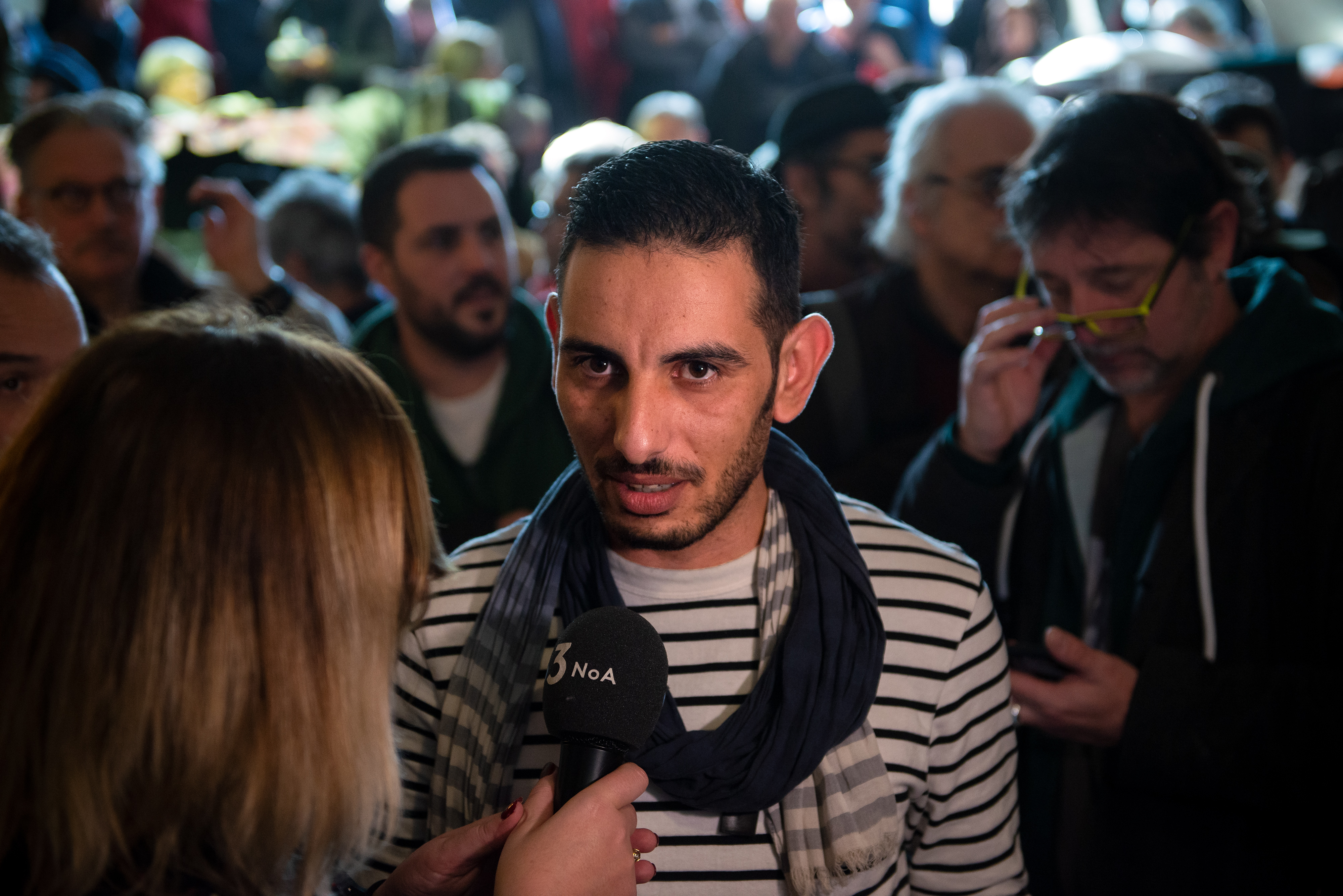
Nime, prix « Couilles au cul »
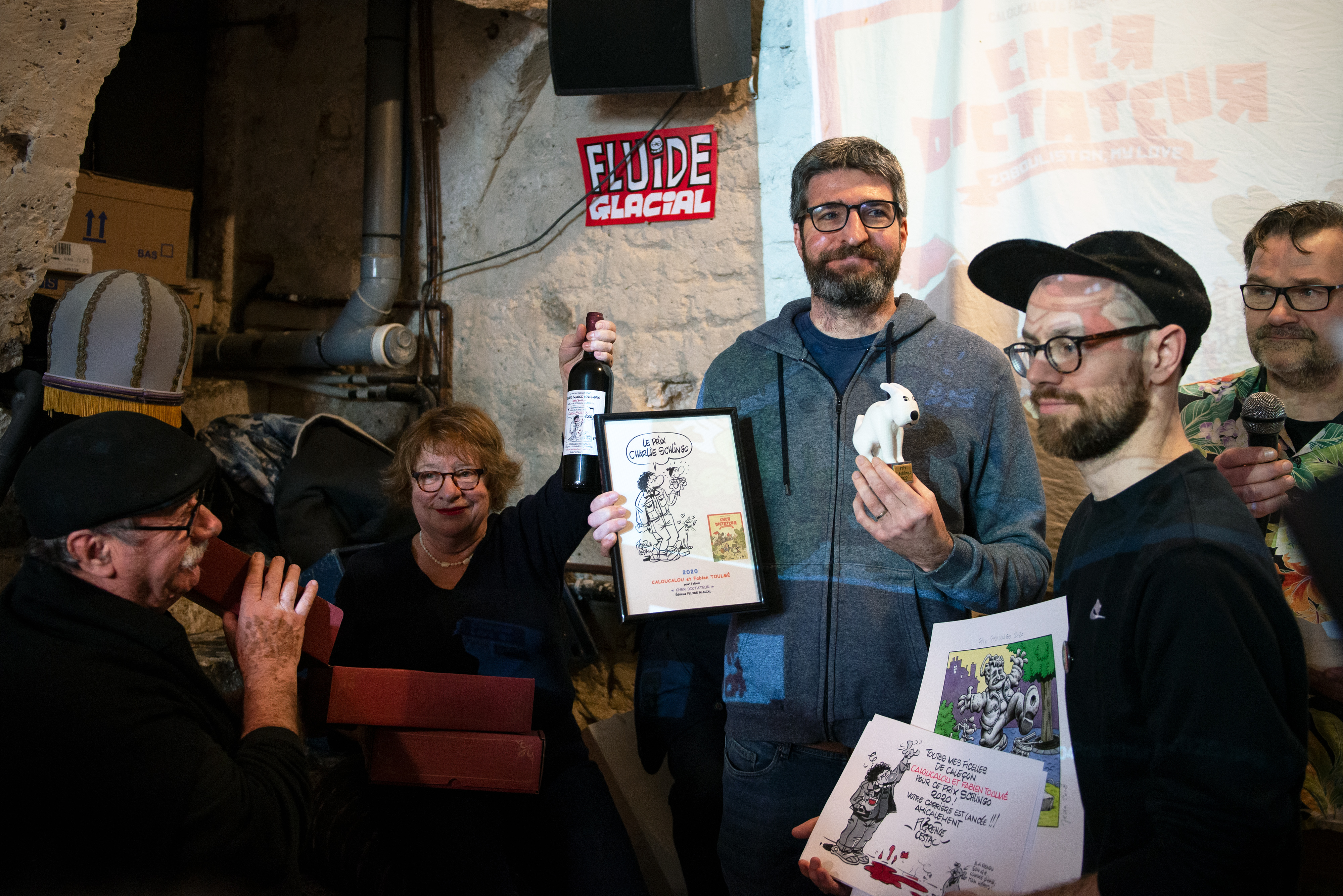
Remise du prix Schlingo
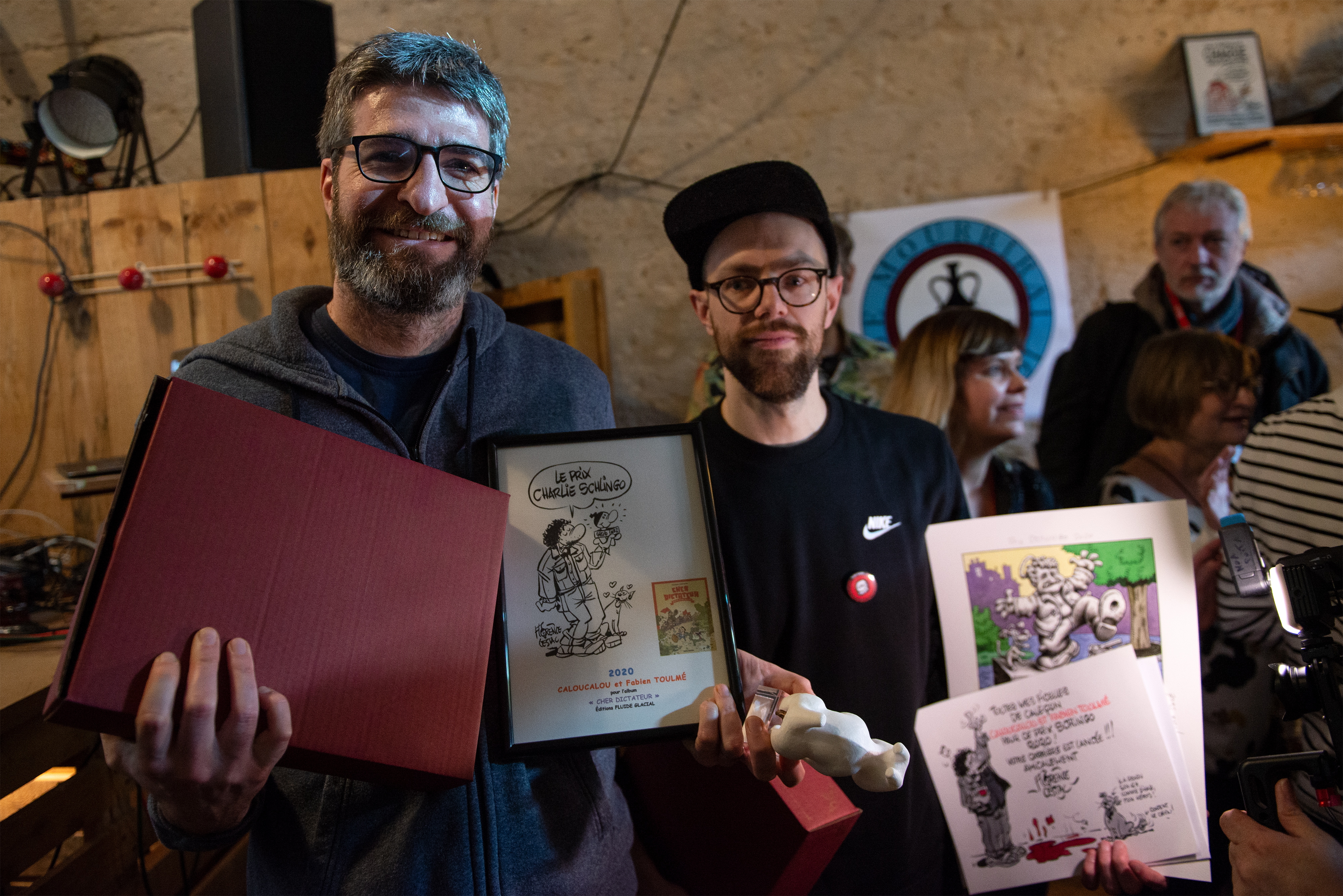
Fabien Toulmé et Caloucalou

## Déroulement du festival

### Disposition
L'espace Manga, initialement situé place du Champ de Mars puis sur le parking du musée de la bande dessinée en 2019, a été transféré près de la médiathèque.

### Événements

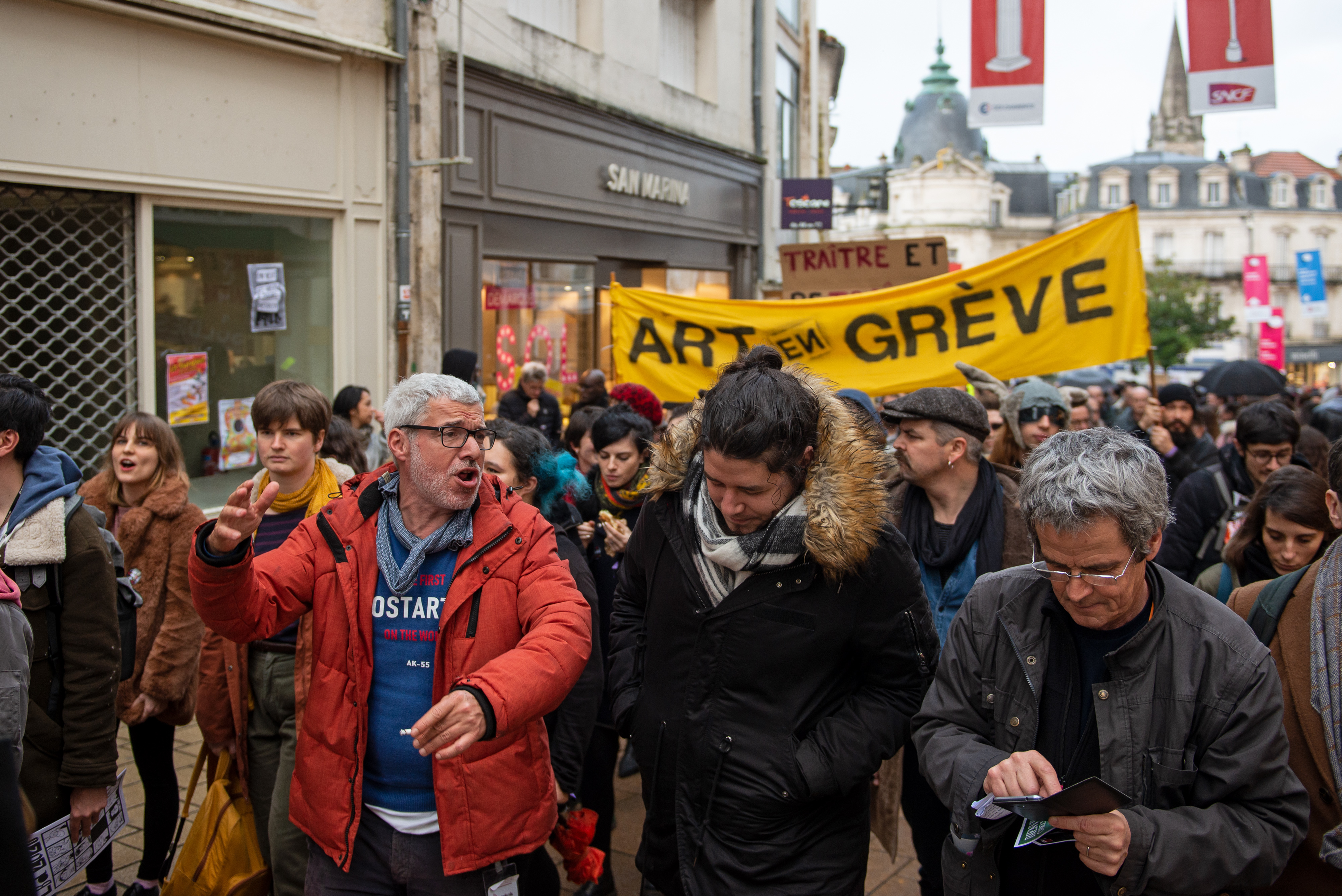
Manifestation des auteurs.

Au deuxième jour du festival, entre 400 et 500 personnes dont une majorité d'auteurs se sont rassemblés sur la place Hergé pour manifester contre la réforme des retraites et la précarisation de la profession dans le contexte de la publication du rapport de Bruno Racine qui propose des pistes pour améliorer la situation.
En raison d’un appel à la grève émanant d'un syndicat de Radio France, l'émission en direct et en public Par Jupiter prévue le vendredi 31 janvier à l’espace Franquin a été annulée.

### Expositions
Liste : 
- Musée d'Angoulême
  - Yoshiharu Tsuge, être sans exister
  - Les Mondes de Wallace Wood
- Espace Franquin
  - Gunnm, L'ange mécanique
  - Pierre Feuille Ciseaux #7
- Médiathèque L'Alpha
  - Robert Kirkman, Walking Dead et autres mondes pop
  - La Bande d'Antoine Marchalot dessinée
- Hôtel Saint-Simon
  - Nicole Claveloux - Quand Okapi rencontre  Métal Hurlant
- Musée du Papier
  - Catherine Meurisse : chemin de traverse
- Vaisseau Moebius
  - Dans la tête de Pierre Christin
  - Jean Frisano : de Tarzan à Marvel, l'Amérique fantasmée
- Quartier Jeunesse
  - Folklorique enfance / fantastique enfance
  - Voyage en Égypte et en Nubie de Giambattista Belzoni, d’après les livres de Grégory Jarry, Lucie Castel et Nicole Augereau
- Musée de la bande dessinée
  - Lewis Trondheim fait des histoires
  - Calvo, un maître de la fable
- Pavillon Jeunes talents
  - Aparté aquatique, Cécile Bidault

#### Off of Off
- Laurent Lolmède
- Laurent Houssin

### Spectacles et projections

#### Théâtre d’Angoulême
- Les Carnets de Cerise, d’après l’œuvre de Aurélie Neyret et Joris Chamblain adaptée par Fred Demoor et Mathieu Frey

#### Espace Franquin
- Concert dessiné avec Hugh Coltman et Juanjo Guarnido

#### Quartier BD-Ciné-Séries
- Valérian, histoire d'une création, documentaire, en présence du réalisateur Avril Tembouret et du dessinateur Jean-Claude Mézières
- Repeindre Lascaux, documentaire, en présence du réalisateur Marc Azéma et des dessinateurs David Prudhomme et Troubs
- Culottées, avant-première de la série animée sur les femmes illustres d'après Pénélope Bagieu, en présence de l'autrice et de Cécile de France, qui double tous les personnages
- Tu mourras moins bête saison 3, avant-première en présence de Marion Montaigne
- Le Chant du monde, documentaire de Michel Viotte, en présence de l'auteur Jacques Ferrandez
- Sardine de l'espace, avant-première, d'après la série d'Emmanuel Guibert, Joann Sfar et Mathieu Sapin
- Ducobu 3, avant-première du film en présence de l'acteur et réalisateur Elie Seimoun

### Rencontres
Rencontres
- Catherine Meurisse

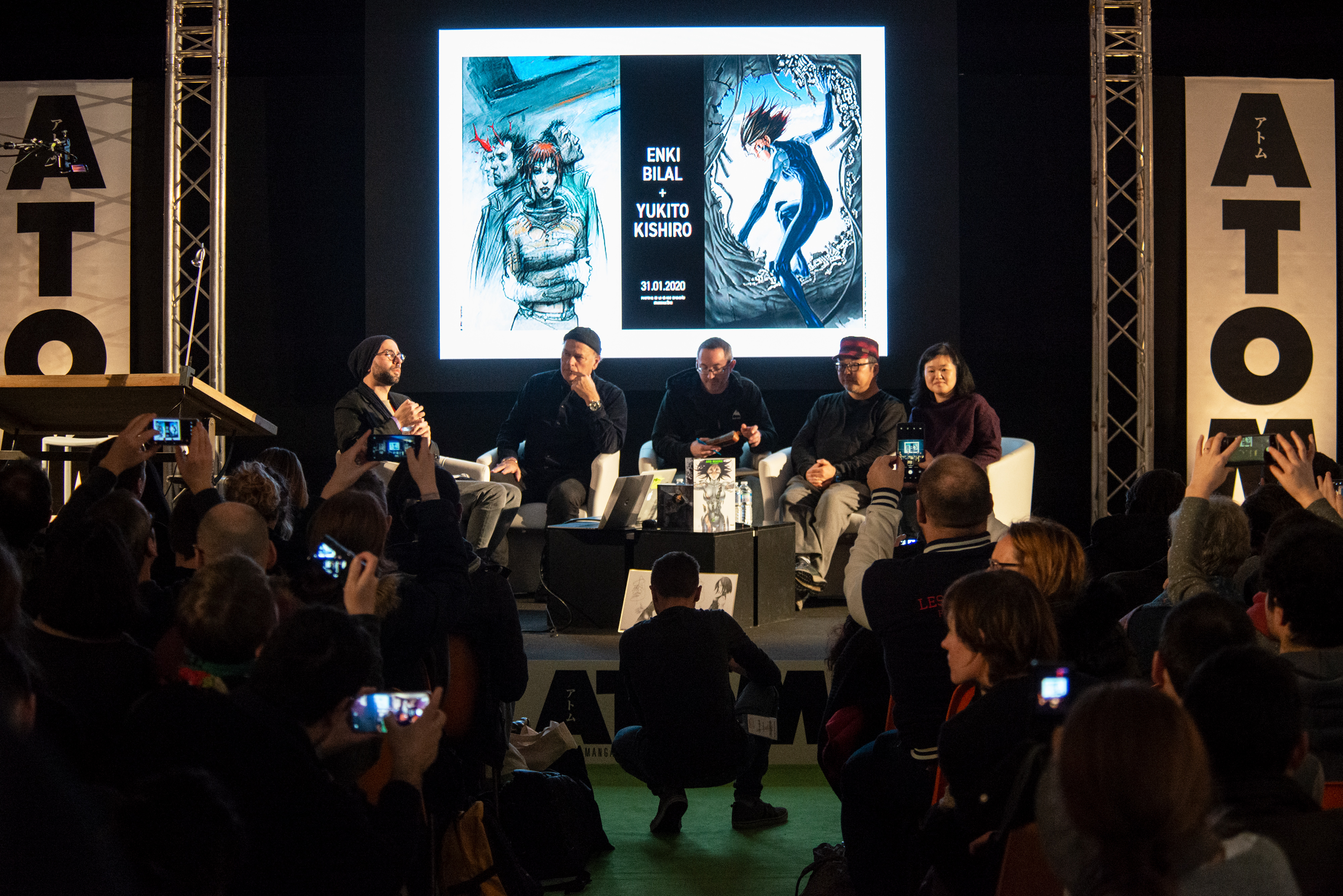
Rencontre Enki Bilal & Yukito Kishiro

- Guillaume Bouzard, Blutch et Robber
- Pierre Christin, Enki Bilal, Jean-Claude Mézières et André Juillard
- Etienne Davodeau & AJ Dungo
- Inio Asano & Bastien Vivès
- Alain Ayroles & Juanjo Guarnido
- Alejandro Jodorowsky
- Lucie Castel, Nicole Augereau, Grégory Jarry & Philippe Mainterot

Rencontres internationales
- Derf Backderf

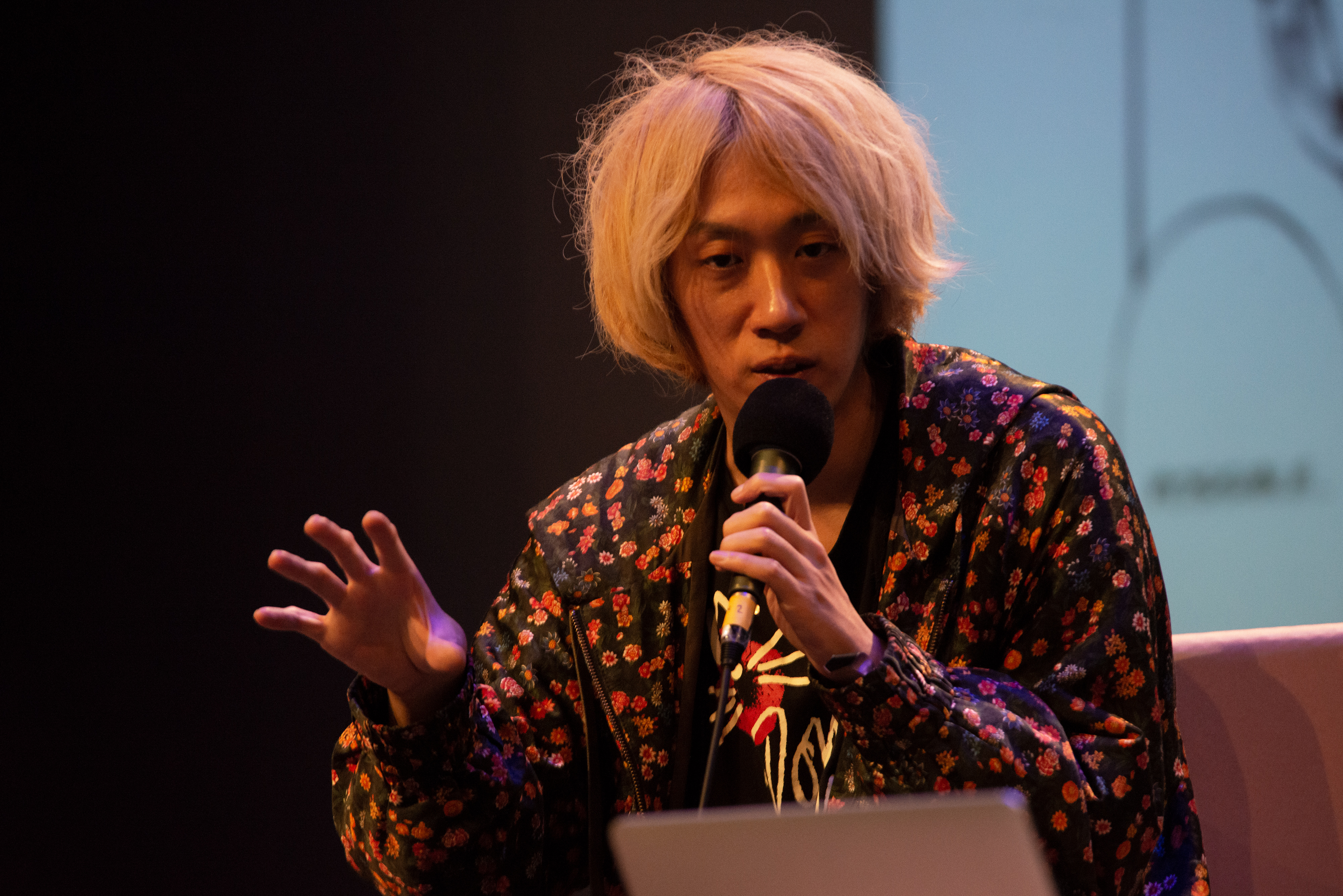
Inio Asano
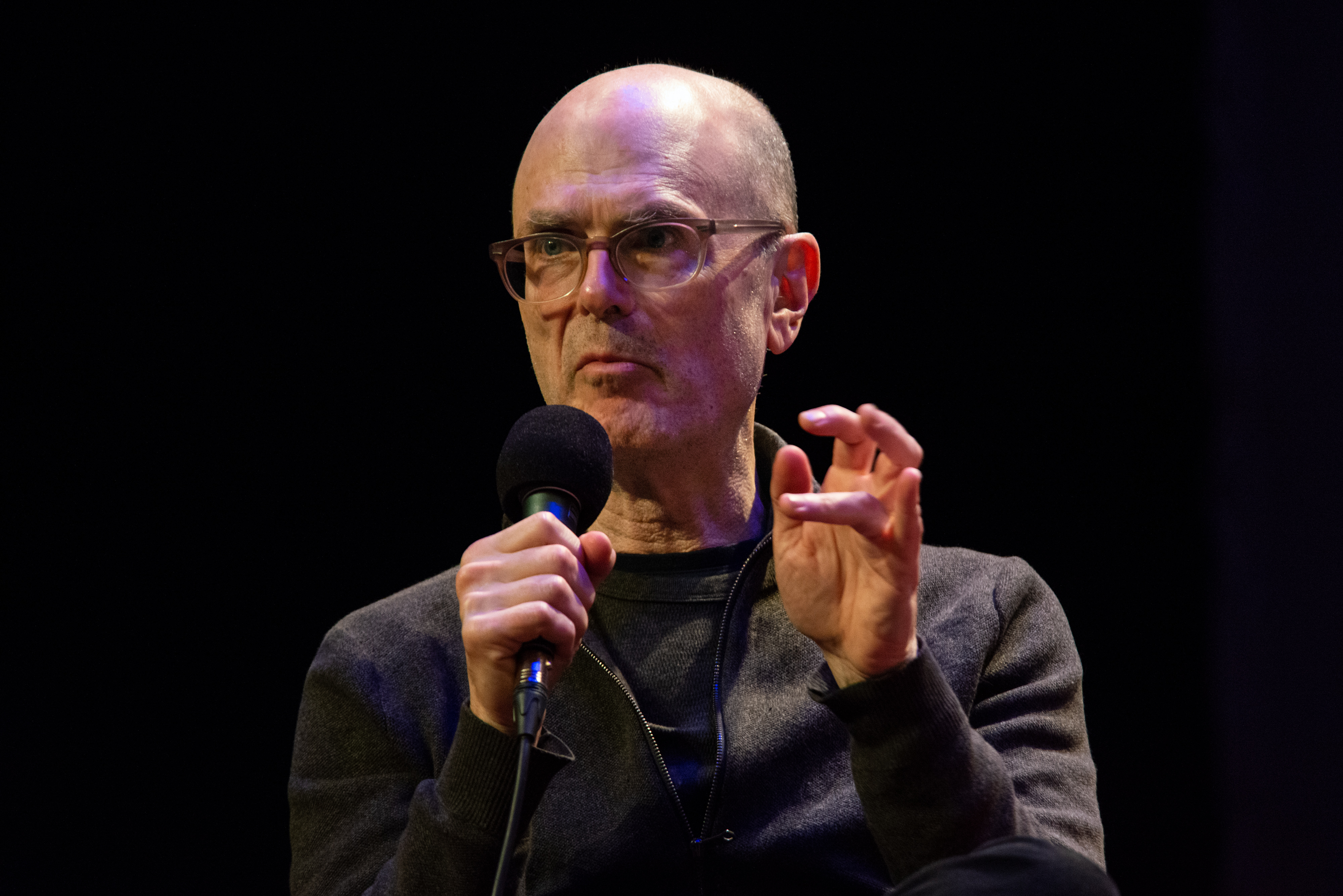
Charles Burns
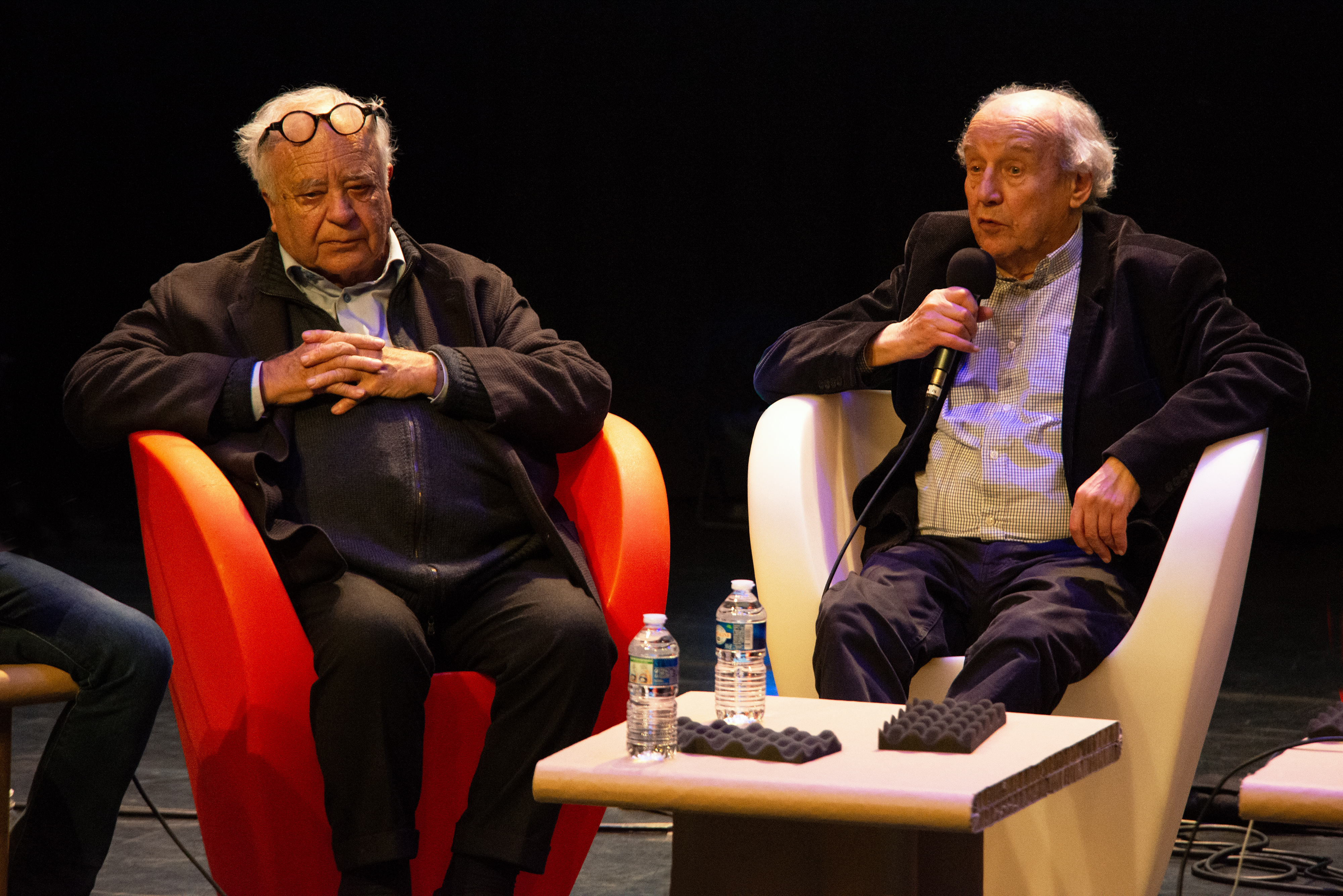
Pierre Christin, Jean-Claude Mézières
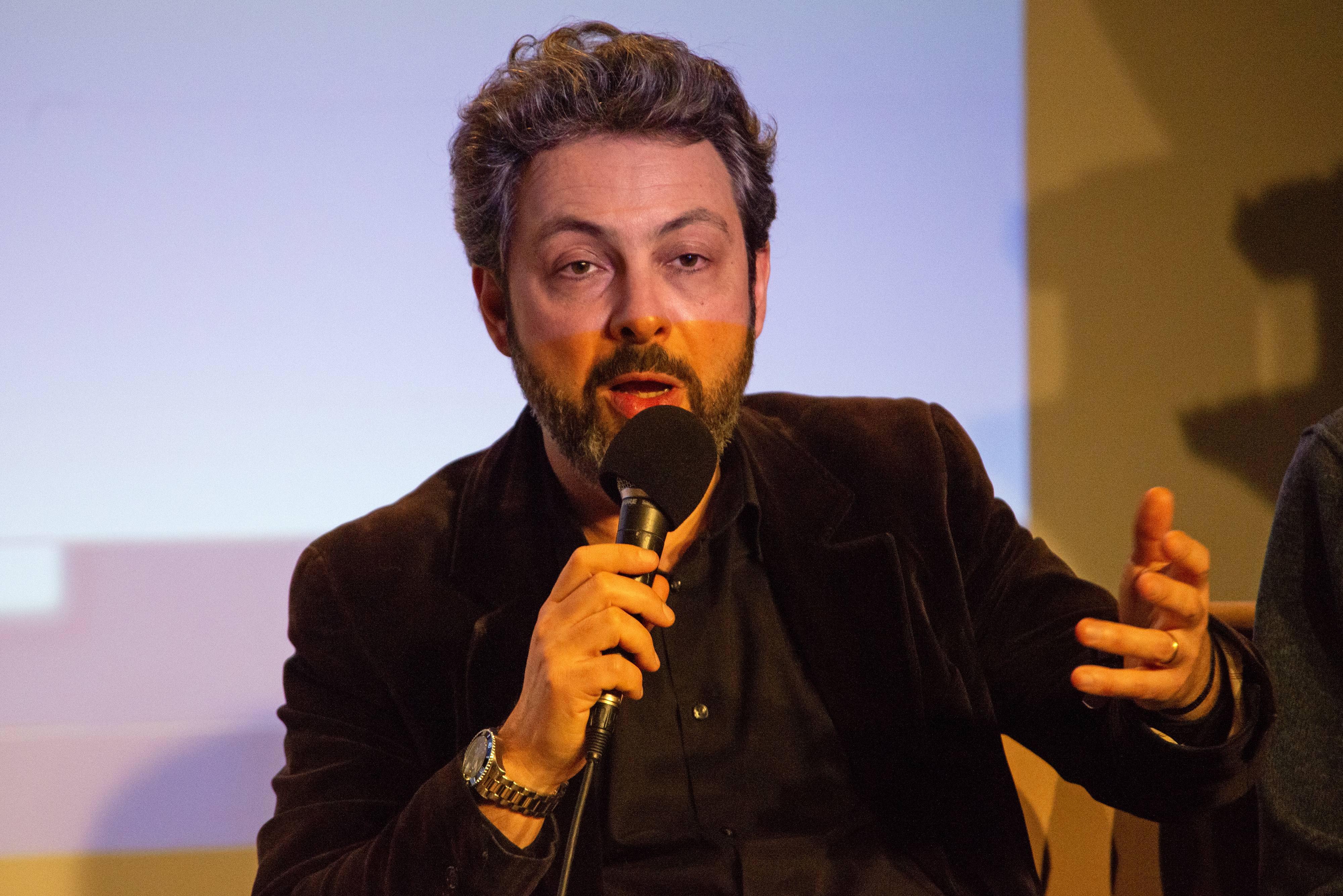
Xavier Dorison
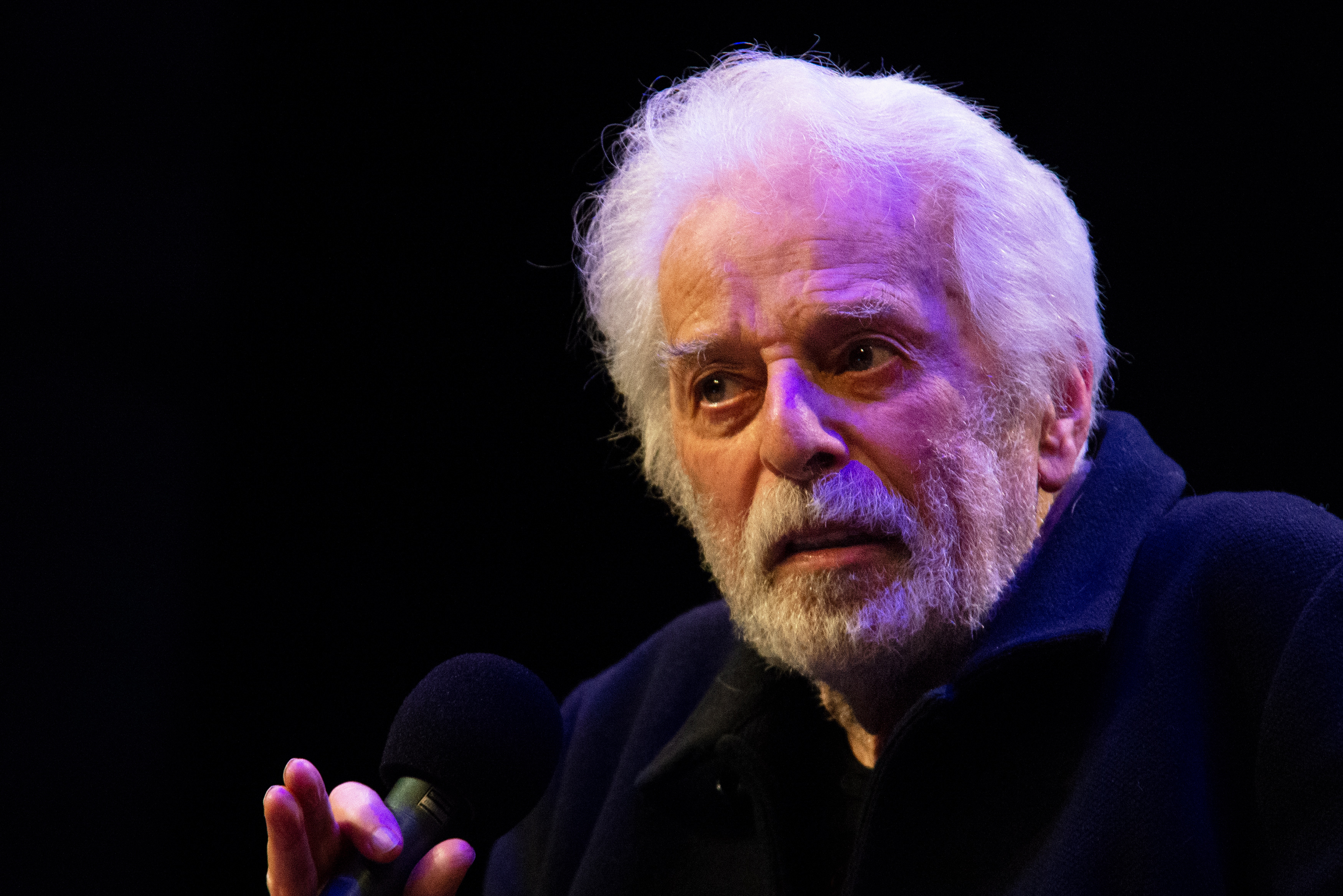
Alejandro Jodorowsky
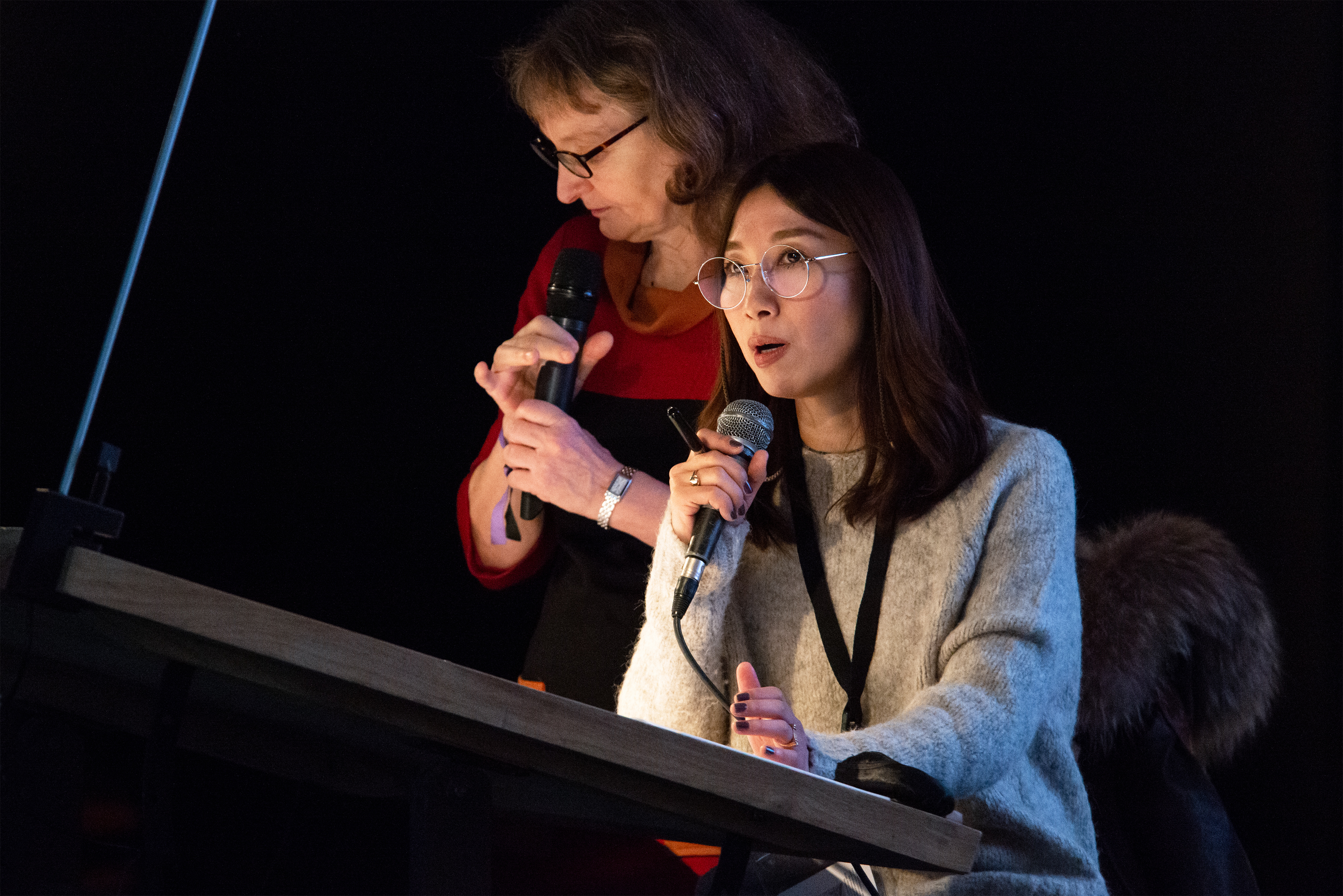
Kan Takahama
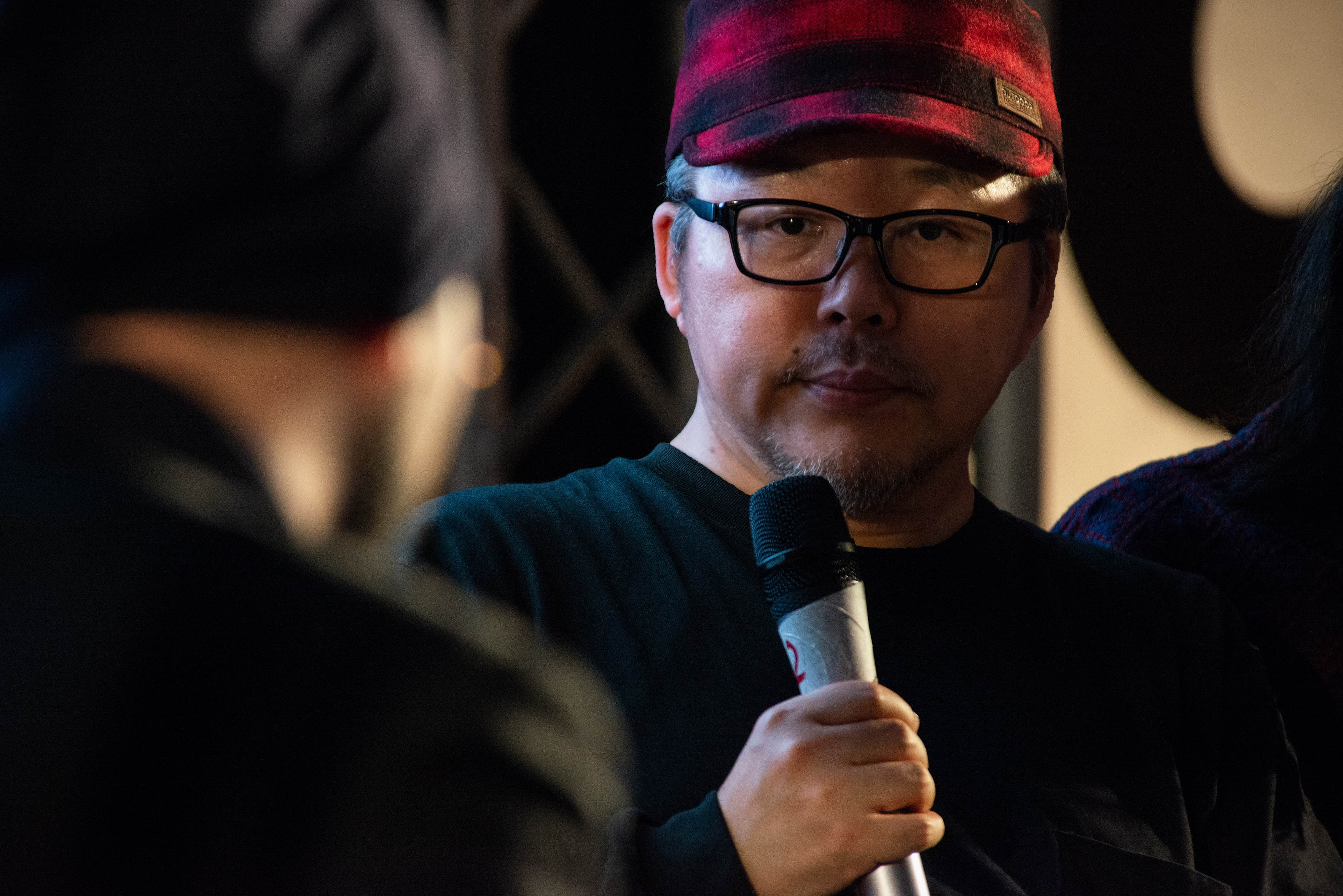
Enki Bilal, Yukito Kishiro

- Joe Sacco & Ariane Chemin
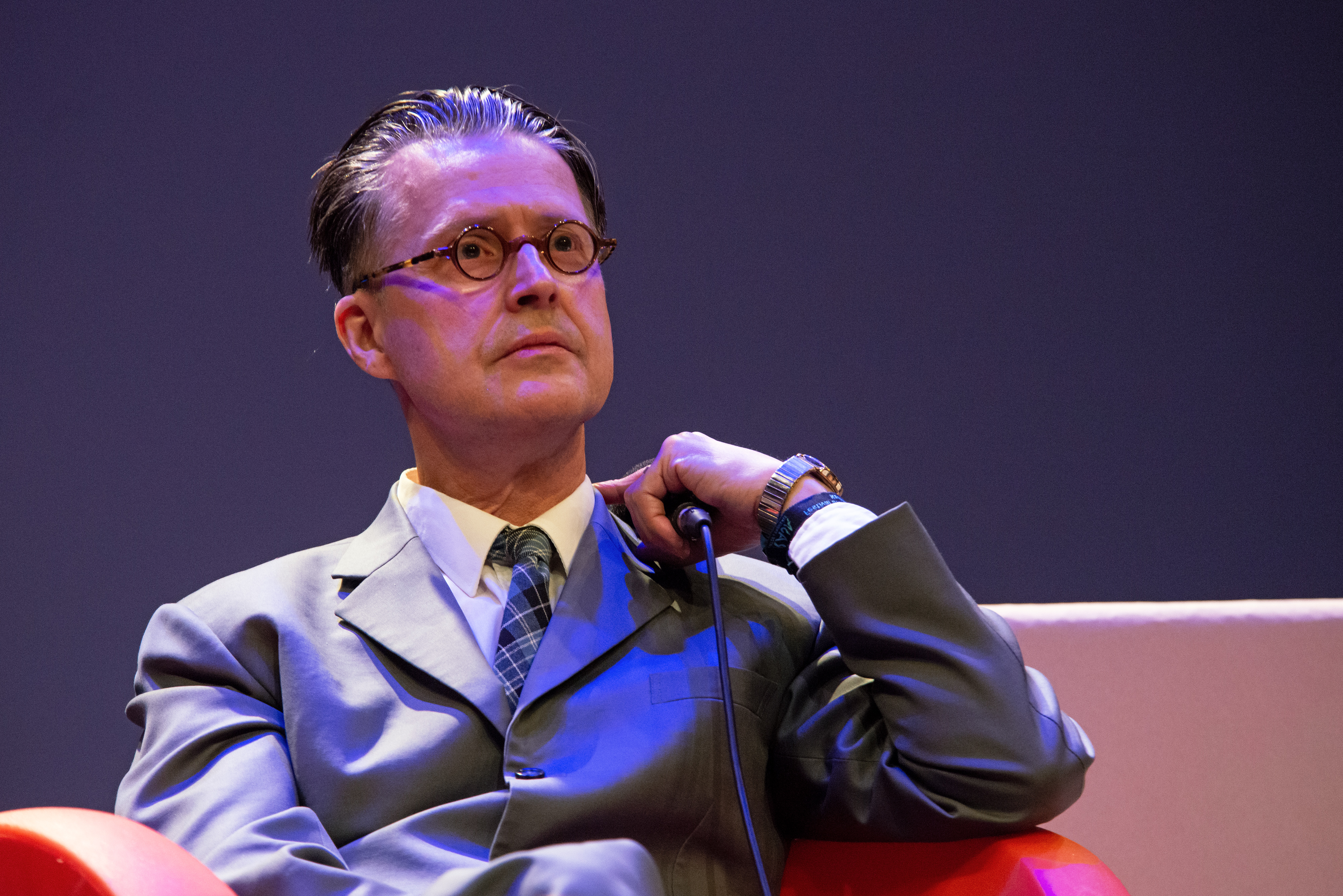
Seth
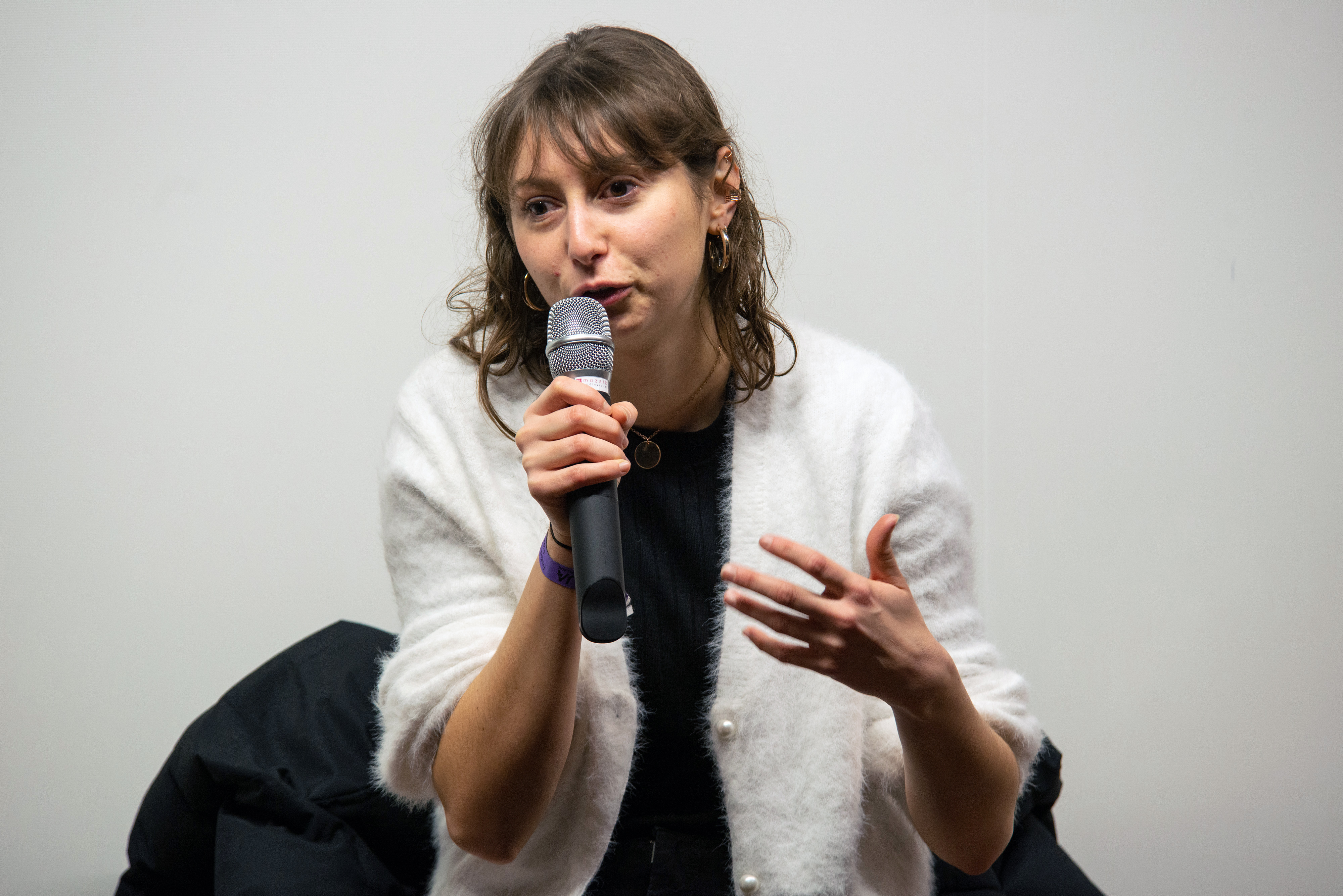
Chloé Wary

Masterclasses
- Robert Kirkman
  - Yukito Kishiro
  - Inio Asano

Rencontres Jeunesse
- Serge Bloch
- Tony Valente
- Camille Jourdy
- Yoon-Sun Park
- Mathieu Sapin
- Matthias Picard
- Mirion Malle
- Thomas Baas
- Charlotte Pollet
- Émile Bravo
- Jean Harambat
- Merwan
- Jul
- Peggy Adam
- Falzar
- Alex Alice

Rencontres du Nouveau Monde
- Lewis Trondheim
- Clément Paurd
- David Prudhomme & Pierre Maurel
- Alex Baladi & Charles Burns
- Chloé Wary & Peggy Adam
- Andi Watson
- Florent Grouazel & Younn Locard
- Laurent Maffre
- Ugo Bienvenu

Rencontres Manga
- Yukito Kishiro & Enki Bilal
- Kan Takahama
- Hisashi Eguchi
- Sansuke Yamada
- Kenshiro Sakamoto
- Baron Yoshimoto
- Elsa Brants
- Balak

- Inio Asano
- Charles Burns
- Pierre Christin, Jean-Claude Mézières
- Xavier Dorison
- Alejandro Jodorowsky
- Kan Takahama
- Enki Bilal, Yukito Kishiro
- Seth
- Chloé Wary